# Olympische Sommerspiele 2024/Schwimmen/Qualifikation
Die Qualifikation für die Schwimmwettbewerbe bei den Olympischen Sommerspielen 2024 in Paris erfolgte bis zum 23. Juni 2024.
In den Einzeldisziplinen durften pro Nation maximal zwei Athleten antreten, diese mussten beide die von der World Aquatics vorgegebene Normzeit (OQT) geschwommen haben. Weitere Athleten durften teilnehmen, wenn sie die olympische Basiszeit (OCT) geschwommen waren und wenn die 852 zur Verfügung stehenden Quotenplätze nicht ausgeschöpft werden konnte. Jede Nation war dazu berechtigt einen Athleten pro Geschlecht zu melden, der nicht die olympische Normzeit (OQT) oder die olympische Basiszeit (OCT) geschwommen war, sofern es keine anderen Schwimmer gab, welche diese geschwommen waren.
Bei den Staffelwettkämpfen gab es jeweils 16 Qualifikationsplätze. Neben den besten drei Staffeln der Schwimmweltmeisterschaften 2023 qualifizierten sich weitere 13 Staffeln mit den schnellsten Zeiten aus den Schwimmweltmeisterschaften 2023 und Schwimmweltmeisterschaften 2024.
In den beiden Wettkämpfen im Freiwasserschwimmen qualifizierten sich jeweils die drei besten Schwimmer der Weltmeisterschaften 2023 sowie 13 weitere Schwimmer über die Weltmeisterschaften 2024. Hinzu kamen  jeweils ein Startplatz für Frankreich als Gastgeber. Des Weiteren erhielten die besten Athleten der fünf Kontinente im zehn Kilometerwettkampf bei den Weltmeisterschaften einen Startplatz, sofern ihr NOK noch nicht qualifiziert war.

## Einzelwettkämpfe

### Normzeiten
Die Zeiten mussten bei einem von World Aquatics anerkannten Wettkampf im Zeitraum vom 1. März 2023 bis zum 23. Juni 2024 erreicht werden.
| Männer              | Männer       | Männer       | Frauen              | Frauen       | Frauen       |
| Wettbewerb          | OQT          | OCT          | Wettbewerb          | OQT          | OCT          |
| ------------------- | ------------ | ------------ | ------------------- | ------------ | ------------ |
| 50 m Freistil       | 21,96 s      | 22,07 s      | 50 m Freistil       | 24,70 s      | 24,82 s      |
| 100 m Freistil      | 48,34 s      | 48,58 s      | 100 m Freistil      | 53,61 s      | 53,88 s      |
| 200 m Freistil      | 1:46,26 min  | 1:46,79 min  | 200 m Freistil      | 1:57,26 min  | 1:57,85 min  |
| 400 m Freistil      | 3:46,78 min  | 3:47,91 min  | 400 m Freistil      | 4:07,90 min  | 4:09,14 min  |
| 800 m Freistil      | 7:51,65 min  | 7:54,01 min  | 800 m Freistil      | 8:26,71 min  | 8:29,24 min  |
| 1500 m Freistil     | 15:00,99 min | 15:05,49 min | 1500 m Freistil     | 16:09,09 min | 16:13,94 min |
| 100 m Rücken        | 53,74 s      | 54,01 s      | 100 m Rücken        | 59,99 s      | 1:00,29 min  |
| 200 m Rücken        | 1:57,50 min  | 1:58,09 min  | 200 m Rücken        | 2:10,39 min  | 2:11,04 min  |
| 100 m Brust         | 59,49 s      | 59,79 s      | 100 m Brust         | 1:06,70 min  | 1:07,12 min  |
| 200 m Brust         | 2:09,68 min  | 2:10,33 min  | 200 m Brust         | 2:23,91 min  | 2:24,63 min  |
| 100 m Schmetterling | 51,67 s      | 51,93 s      | 100 m Schmetterling | 57,92 s      | 58,21 s      |
| 200 m Schmetterling | 1:55,78 min  | 1:56,36 min  | 200 m Schmetterling | 2:08,43 min  | 2:09,07 min  |
| 200 m Lagen         | 1:57,94 min  | 1:58,53 min  | 200 m Lagen         | 2:11,47 min  | 2:12,13 min  |
| 400 m Lagen         | 4:12,50 min  | 4:13,76 min  | 400 m Lagen         | 4:38,53 min  | 4:39,92 min  |

### Männer

#### 50 m Freistil
- Schnellste Zeit im Qualifikationszeitraum:  Cameron McEvoy (21,06 s)
- Die Reihenfolge der Athleten innerhalb der jeweiligen Nationen gibt die Reihenfolge der geschwommenen Zeiten wieder.
- Pro Nation durften maximal zwei Athleten an den Start gehen, sofern beide die Olympische Normzeit (OQT) geschwommen waren. Nominierte Sportler sind fett markiert.

| Qualifikationsstandard              | Plätze | Qualifizierte                  | Qualifizierte |
| Qualifikationsstandard              | Plätze | Nation                         | Athleten |
| ----------------------------------- | ------ | ------------------------------ | --- |
| Olympische Normzeit (OQT): 21,96 s  | 2      | Australien                     | zwei aus: Cameron McEvoy Isaac Cooper Ben Armbruster Thomas Nowakowski                                                          |
| Olympische Normzeit (OQT): 21,96 s  | 2      | Frankreich                     | Florent Manaudou Maxime Grousset                                                                                                |
| Olympische Normzeit (OQT): 21,96 s  | 2      | Griechenland                   | Kristian Gkolomeev Stergios Marios Bilas                                                                                        |
| Olympische Normzeit (OQT): 21,96 s  | 2      | Großbritannien                 | zwei aus: Benjamin Proud Matthew Richards Alexander Cohoon Lewis Burras                                                         |
| Olympische Normzeit (OQT): 21,96 s  | 2      | Irland                         | Shane Ryan Thomas Fannon |
| Olympische Normzeit (OQT): 21,96 s  | 2      | Israel                         | Meiron Cheruti Martin Kartavi                                                                                                   |
| Olympische Normzeit (OQT): 21,96 s  | 2      | Italien                        | zwei aus: Leonardo Deplano Lorenzo Zazzeri Santo Condorelli                                                                     |
| Olympische Normzeit (OQT): 21,96 s  | 2      | Niederlande                    | Kenzo Simons Renzo Tjon-A-Joe                                                                                                   |
| Olympische Normzeit (OQT): 21,96 s  | 2      | Portugal                       | Diogo Matos Ribeiro Miguel Nascimento                                                                                           |
| Olympische Normzeit (OQT): 21,96 s  | 2      | Vereinigte Staaten             | zwei aus: Ryan Held Jack Alexy Michael Andrew Matt King Caeleb Dressel David Curtiss Jonny Kulow Quintin McCarty Chris Guiliano |
| Olympische Normzeit (OQT): 21,96 s  | 1      | Aruba                          | Mikel Schreuders |
| Olympische Normzeit (OQT): 21,96 s  | 1      | Brasilien                      | Guilherme Caribé |
| Olympische Normzeit (OQT): 21,96 s  | 1      | Cayman Islands                 | Jordan Crooks |
| Olympische Normzeit (OQT): 21,96 s  | 1      | Deutschland                    | Artem Selin |
| Olympische Normzeit (OQT): 21,96 s  | 1      | Hongkong                       | Ian Ho |
| Olympische Normzeit (OQT): 21,96 s  | 1      | Kanada                         | Joshua Liendo |
| Olympische Normzeit (OQT): 21,96 s  | 1      | Kroatien                       | Jere Hribar |
| Olympische Normzeit (OQT): 21,96 s  | 1      | Mexiko                         | Gabriel Castaño |
| Olympische Normzeit (OQT): 21,96 s  | 1      | Neuseeland                     | Taiko Torepe-Ormsby |
| Olympische Normzeit (OQT): 21,96 s  | 1      | Norwegen                       | Nicholas Lia |
| Olympische Normzeit (OQT): 21,96 s  | 1      | Polen                          | Piotr Ludwiczak |
| Olympische Normzeit (OQT): 21,96 s  | 1      | Schweden                       | Björn Seeliger |
| Olympische Normzeit (OQT): 21,96 s  | 1      | Serbien                        | Andrej Barna |
| Olympische Normzeit (OQT): 21,96 s  | 1      | Singapur                       | Jonathan Tan |
| Olympische Normzeit (OQT): 21,96 s  | 1      | Südkorea                       | Ji Yu-chan |
| Olympische Normzeit (OQT): 21,96 s  | 1      | Trinidad und Tobago            | Dylan Carter |
| Olympische Normzeit (OQT): 21,96 s  | 1      | Ukraine                        | Wladyslaw Buchow |
| Olympische Normzeit (OQT): 21,96 s  | 1      | Ungarn                         | Szebasztián Szabó Kristóf Milák                                                                                                 |
| Olympische Normzeit (OQT): 21,96 s  | 1      | Venezuela                      | Alberto Mestre |
| Olympische Basiszeit (OCT): 22,07 s | 0      | —                              | — |
| Universalstartplatz                 | 1      | Afghanistan                    | Fahim Anwari |
| Universalstartplatz                 | 1      | Äquatorialguinea               | Higinio Ndong Obama |
| Universalstartplatz                 | 1      | Burkina Faso                   | Souleymane Napare |
| Universalstartplatz                 | 1      | Burundi                        | Belly-Crésus Ganira |
| Universalstartplatz                 | 1      | Demokratische Republik Kongo   | Aristote Ndombé Impelenga |
| Universalstartplatz                 | 1      | Dominica                       | Warren Lawrence |
| Universalstartplatz                 | 1      | Dschibuti                      | Houmed Houssein Barkat |
| Universalstartplatz                 | 1      | Eritrea                        | Aaron Owusu |
| Universalstartplatz                 | 1      | Fidschi                        | David Young |
| Universalstartplatz                 | 1      | Gabun                          | Adam Mpali |
| Universalstartplatz                 | 1      | Gambia                         | Ousman Jobe |
| Universalstartplatz                 | 1      | Guinea                         | Elhadj Diallo |
| Universalstartplatz                 | 1      | Guinea-Bissau                  | Pedro Rogery |
| Universalstartplatz                 | 1      | Individuelle Neutrale Athleten | Jewgeni Somow |
| Universalstartplatz                 | 1      | Kap Verde                      | José Tati |
| Universalstartplatz                 | 1      | Malawi                         | Filipe Gomes |
| Universalstartplatz                 | 1      | Malediven                      | Mohamed Aan Hussain |
| Universalstartplatz                 | 1      | Malta                          | Kyle Micallef |
| Universalstartplatz                 | 1      | Marshallinseln                 | Phillip Kinono |
| Universalstartplatz                 | 1      | Mauretanien                    | Camil Doua |
| Universalstartplatz                 | 1      | Niger                          | Marouane Mamane |
| Universalstartplatz                 | 1      | Nigeria                        | Tobi Sijuade |
| Universalstartplatz                 | 1      | Osttimor                       | Jolanio Guterres |
| Universalstartplatz                 | 1      | Palau                          | Jion Hosei |
| Universalstartplatz                 | 1      | Republik Kongo                 | Freddy Mayala |
| Universalstartplatz                 | 1      | Sambia                         | Damien Shamambo |
| Universalstartplatz                 | 1      | Schweiz                        | Thierry Bollin |
| Universalstartplatz                 | 1      | Sierra Leone                   | Joshua Wyse |
| Universalstartplatz                 | 1      | Slowakei                       | Matej Duša |
| Universalstartplatz                 | 1      | St. Kitts und Nevis            | Troy Nisbett |
| Universalstartplatz                 | 1      | St. Vincent und die Grenadinen | Alex Joachim |
| Universalstartplatz                 | 1      | Tadschikistan                  | Fachriddin Madkamow |
| Universalstartplatz                 | 1      | Togo                           | Jordano Daou |
| Universalstartplatz                 | 1      | Zentralafrikanische Republik   | Terence Tengué |
| Einladungsstartplatz des IOCs       | 1      | Refugee Olympic Team           | Alaa Maso |
| Gesamt                              | 74     | 64                             | 74 |

#### 100 m Freistil
- Schnellste Zeit im Qualifikationszeitraum:  Pan Zhanle (46,80 s)
- Die Reihenfolge der Athleten innerhalb der jeweiligen Nationen gibt die Reihenfolge der geschwommenen Zeiten wieder.
- Pro Nation durften maximal zwei Athleten an den Start gehen, sofern beide die Olympische Normzeit (OQT) geschwommen waren. Nominierte Sportler sind fett markiert.

| Qualifikationsstandard              | Plätze | Qualifizierte                | Qualifizierte                                                                                                  |
| Qualifikationsstandard              | Plätze | Nation                       | Athleten |
| ----------------------------------- | ------ | ---------------------------- | --- |
| Olympische Normzeit (OQT): 48,34 s  | 2      | Australien                   | zwei aus: Kyle Chalmers Flynn Southam Jack Cartwright William Yang                                             |
| Olympische Normzeit (OQT): 48,34 s  | 2      | Brasilien                    | zwei aus: Marcelo Chierighini Guilherme Caribé Guilherme Santos                                                |
| Olympische Normzeit (OQT): 48,34 s  | 2      | China                        | zwei aus: Pan Zhanle Wang Haoyu Chen Juner Ji Xinjie                                                           |
| Olympische Normzeit (OQT): 48,34 s  | 2      | Frankreich                   | zwei aus: Maxime Grousset Florent Manaudou Rafael Fente-Damers                                                 |
| Olympische Normzeit (OQT): 48,34 s  | 2      | Großbritannien               | zwei aus: Matthew Richards Duncan Scott Tom Dean Lewis Burras Jacob Whittle David Cumberlidge Alexander Cohoon |
| Olympische Normzeit (OQT): 48,34 s  | 2      | Italien                      | zwei aus: Alessandro Miressi Thomas Ceccon Leonardo Deplanto Manuel Frigo Lorenzo Zazzeri                      |
| Olympische Normzeit (OQT): 48,34 s  | 2      | Kanada                       | zwei aus: Josh Liendo Yuri Kisil Finlay Knox                                                                   |
| Olympische Normzeit (OQT): 48,34 s  | 2      | Serbien                      | Andrej Barna Velimir Stjepanović                                                                               |
| Olympische Normzeit (OQT): 48,34 s  | 2      | Vereinigte Staaten           | zwei aus: Jack Alexy Ryan Held Destin Lasco Matt King Chris Guiliano Justin Ress Brooks Curry Caeleb Dressel   |
| Olympische Normzeit (OQT): 48,34 s  | 1      | Cayman Islands               | Jordan Crooks                                                                                                  |
| Olympische Normzeit (OQT): 48,34 s  | 1      | Deutschland                  | Josha Salchow                                                                                                  |
| Olympische Normzeit (OQT): 48,34 s  | 1      | Israel                       | Tomer Frankel                                                                                                  |
| Olympische Normzeit (OQT): 48,34 s  | 0      | Japan                        | Katsuhiro Matsumoto                                                                                            |
| Olympische Normzeit (OQT): 48,34 s  | 1      | Kroatien                     | Nikola Miljenić                                                                                                |
| Olympische Normzeit (OQT): 48,34 s  | 1      | Litauen                      | Danas Rapšys                                                                                                   |
| Olympische Normzeit (OQT): 48,34 s  | 1      | Mexiko                       | Jorge Iga |
| Olympische Normzeit (OQT): 48,34 s  | 1      | Neuseeland                   | Cameron Gray                                                                                                   |
| Olympische Normzeit (OQT): 48,34 s  | 1      | Niederlande                  | Sean Niewold                                                                                                   |
| Olympische Normzeit (OQT): 48,34 s  | 1      | Portugal                     | Diogo Matos Ribeiro                                                                                            |
| Olympische Normzeit (OQT): 48,34 s  | 1      | Rumänien                     | David Popovici                                                                                                 |
| Olympische Normzeit (OQT): 48,34 s  | 1      | Spanien                      | Sergio de Celis                                                                                                |
| Olympische Normzeit (OQT): 48,34 s  | 1      | Südkorea                     | Hwang Sun-woo                                                                                                  |
| Olympische Normzeit (OQT): 48,34 s  | 1      | Trinidad und Tobago          | Dylan Carter                                                                                                   |
| Olympische Normzeit (OQT): 48,34 s  | 1      | Ungarn                       | Nándor Németh                                                                                                  |
| Olympische Basiszeit (OCT): 48,58 s | 1      | Aruba                        | Mikel Schreuders                                                                                               |
| Universalstartplatz                 | 1      | Albanien                     | Grisi Koxhaku                                                                                                  |
| Universalstartplatz                 | 1      | Angola                       | Henrique Mascarenhas                                                                                           |
| Universalstartplatz                 | 1      | Armenien                     | Artur Barseghjan                                                                                               |
| Universalstartplatz                 | 1      | Bahamas                      | Lamar Taylor                                                                                                   |
| Universalstartplatz                 | 1      | Bangladesch                  | Samiul Islam Rafi                                                                                              |
| Universalstartplatz                 | 1      | Barbados                     | Jack Kirby |
| Universalstartplatz                 | 1      | Bhutan                       | Sangay Tenzin                                                                                                  |
| Universalstartplatz                 | 1      | Dominikanische Republik      | Javier Núñez                                                                                                   |
| Universalstartplatz                 | 1      | El Salvador                  | Nixon Hernández                                                                                                |
| Universalstartplatz                 | 1      | Ghana                        | Harry Stacey                                                                                                   |
| Universalstartplatz                 | 1      | Hongkong                     | Ian Ho |
| Universalstartplatz                 | 1      | Iran                         | Samyar Abdoli                                                                                                  |
| Universalstartplatz                 | 1      | Kambodscha                   | Antoine De Lapparent                                                                                           |
| Universalstartplatz                 | 1      | Kamerun                      | Giorgio Nguichié                                                                                               |
| Universalstartplatz                 | 1      | Kasachstan                   | Ädilbek Mussin                                                                                                 |
| Universalstartplatz                 | 1      | Komoren                      | Hassane Hadji                                                                                                  |
| Universalstartplatz                 | 1      | Kosovo                       | Adell Sabovic                                                                                                  |
| Universalstartplatz                 | 1      | Kuwait                       | Mohamad Zubaid                                                                                                 |
| Universalstartplatz                 | 1      | Libanon                      | Simon Doueihy                                                                                                  |
| Universalstartplatz                 | 1      | Libyen                       | Yousef Abubaker                                                                                                |
| Universalstartplatz                 | 1      | Luxemburg                    | Ralph Daleiden                                                                                                 |
| Universalstartplatz                 | 1      | Mali                         | Alexien Kouma                                                                                                  |
| Universalstartplatz                 | 1      | Mauritius                    | Ovesh Purahoo                                                                                                  |
| Universalstartplatz                 | 1      | Mongolei                     | Batbajar Enchtamiryn                                                                                           |
| Universalstartplatz                 | 1      | Myanmar                      | Phone Pyae Han                                                                                                 |
| Universalstartplatz                 | 1      | Nepal                        | Alexander Shah                                                                                                 |
| Universalstartplatz                 | 1      | Oman                         | Issa Al-Adawi                                                                                                  |
| Universalstartplatz                 | 1      | Papua-Neuguinea              | Josh Tarere |
| Universalstartplatz                 | 1      | Polen                        | Jakub Majerski                                                                                                 |
| Universalstartplatz                 | 1      | Samoa                        | Johann Stickland                                                                                               |
| Universalstartplatz                 | 1      | Saudi-Arabien                | Zaid al-Sarraj                                                                                                 |
| Universalstartplatz                 | 1      | Schweden                     | Björn Seeliger                                                                                                 |
| Universalstartplatz                 | 1      | Senegal                      | Matthieu Seye                                                                                                  |
| Universalstartplatz                 | 1      | Singapur                     | Jonathan Tan                                                                                                   |
| Universalstartplatz                 | 1      | Sri Lanka                    | Kyle Abeysinghe                                                                                                |
| Universalstartplatz                 | 1      | St. Lucia                    | Jayhan Odlum-Smith                                                                                             |
| Universalstartplatz                 | 1      | Suriname                     | Irvin Hoost |
| Universalstartplatz                 | 1      | Tansania                     | Collins Saliboko                                                                                               |
| Universalstartplatz                 | 1      | Thailand                     | Dulyawat Kaewsriyong                                                                                           |
| Universalstartplatz                 | 1      | Tschechien                   | Daniel Gracík                                                                                                  |
| Universalstartplatz                 | 1      | Turkmenistan                 | Musa Halaýaýew                                                                                                 |
| Universalstartplatz                 | 1      | Vereinigte Arabische Emirate | Yousuf al-Matrooshi                                                                                            |
| Universalstartplatz                 | 1      | Uruguay                      | Leo Nolles |
| Universalstartplatz                 | 1      | Vanuatu                      | Johnathan Silas                                                                                                |
| Universalstartplatz                 | 1      | Venezuela                    | Alberto Mestre                                                                                                 |
| Universalstartplatz                 | 1      | Zypern                       | Nikolas Antoniou                                                                                               |
| Gesamt                              | 79     | 70                           | 78 |

#### 200 m Freistil
- Schnellste Zeit im Qualifikationszeitraum:  David Popovici (1:43,13 min)
- Die Reihenfolge der Athleten innerhalb der jeweiligen Nationen gibt die Reihenfolge der geschwommenen Zeiten wieder.
- Pro Nation durften maximal zwei Athleten an den Start gehen, sofern beide die Olympische Normzeit (OQT) geschwommen waren. Nominierte Sportler sind fett markiert.

| Qualifikationsstandard                  | Plätze | Qualifizierte      | Qualifizierte                                                                             |
| Qualifikationsstandard                  | Plätze | Nation             | Athleten                                                                                  |
| --------------------------------------- | ------ | ------------------ | ----------------------------------------------------------------------------------------- |
| Olympische Normzeit (OQT): 1:46,26 min  | 2      | Australien         | zwei aus: Maximillian Giuliani Thomas Neill Kai Taylor Elijah Winnington Flynn Southam    |
| Olympische Normzeit (OQT): 1:46,26 min  | 2      | China              | zwei aus: Pan Zhanle Ji Xinjie Wang Shun                                                  |
| Olympische Normzeit (OQT): 1:46,26 min  | 2      | Deutschland        | Lukas Märtens Rafael Miroslaw                                                             |
| Olympische Normzeit (OQT): 1:46,26 min  | 2      | Großbritannien     | zwei aus: Matthew Richards Tom Dean Duncan Scott James Guy Jack McMillan                  |
| Olympische Normzeit (OQT): 1:46,26 min  | 2      | Italien            | zwei aus: Alessandro Ragaini Filippo Megli Mauro De Tullio                                |
| Olympische Normzeit (OQT): 1:46,26 min  | 2      | Südkorea           | zwei aus: Hwang Sun-woo Lee Ho-joon Kim Woo-min                                           |
| Olympische Normzeit (OQT): 1:46,26 min  | 2      | Vereinigte Staaten | zwei aus: Luke Hobson Chris Guiliano Kieran Smith Carson Foster Drew Kibler Jake Mitchell |
| Olympische Normzeit (OQT): 1:46,26 min  | 1      | Brasilien          | Guilherme Costa                                                                           |
| Olympische Normzeit (OQT): 1:46,26 min  | 1      | Israel             | Denis Loktev                                                                              |
| Olympische Normzeit (OQT): 1:46,26 min  | 1      | Japan              | Katsuhiro Matsumoto Hidenari Mano                                                         |
| Olympische Normzeit (OQT): 1:46,26 min  | 1      | Litauen            | Danas Rapšys                                                                              |
| Olympische Normzeit (OQT): 1:46,26 min  | 1      | Österreich         | Felix Auböck                                                                              |
| Olympische Normzeit (OQT): 1:46,26 min  | 1      | Rumänien           | David Popovici                                                                            |
| Olympische Normzeit (OQT): 1:46,26 min  | 1      | Ungarn             | Nándor Németh                                                                             |
| Olympische Basiszeit (OCT): 1:46,79 min | 1      | Belgien            | Lucas Pierre a Henveaux                                                                   |
| Olympische Basiszeit (OCT): 1:46,79 min | 1      | Mexiko             | Jorge Iga                                                                                 |
| Olympische Basiszeit (OCT): 1:46,79 min | 1      | Schweiz            | Antonio Djakovic                                                                          |
| Universalstartplatz                     | 1      | Pakistan           | Muhammad Ahmed Durrani                                                                    |
| Universalstartplatz                     | 1      | Serbien            | Velimir Stjepanović                                                                       |
| Universalstartplatz                     | 1      | Slowenien          | Sašo Boškan                                                                               |
| Universalstartplatz                     | 1      | Syrien             | Omar Abbas                                                                                |
| Gesamt                                  | 28     | 21                 | 28                                                                                        |

#### 400 m Freistil
- Schnellste Zeit im Qualifikationszeitraum:  Lukas Märtens (3:40,33 min)
- Die Reihenfolge der Athleten innerhalb der jeweiligen Nationen gibt die Reihenfolge der geschwommenen Zeiten wieder.
- Pro Nation durften maximal zwei Athleten an den Start gehen, sofern beide die Olympische Normzeit (OQT) geschwommen waren. Nominierte Sportler sind fett markiert.

| Qualifikationsstandard                  | Plätze | Qualifizierte           | Qualifizierte                                                              |
| Qualifikationsstandard                  | Plätze | Nation                  | Athleten                                                                   |
| --------------------------------------- | ------ | ----------------------- | -------------------------------------------------------------------------- |
| Olympische Normzeit (OQT): 3:46,78 min  | 2      | Australien              | zwei aus: Samuel Short Elijah Winnington Mack Horton                       |
| Olympische Normzeit (OQT): 3:46,78 min  | 2      | Brasilien               | Guilherme Costa Eduardo Oliveira Moraes                                    |
| Olympische Normzeit (OQT): 3:46,78 min  | 2      | China                   | zwei aus: Zhang Zhanshuo Pan Zhanle Fei Liwei                              |
| Olympische Normzeit (OQT): 3:46,78 min  | 2      | Deutschland             | zwei aus: Lukas Märtens Oliver Klemet Sven Schwarz                         |
| Olympische Normzeit (OQT): 3:46,78 min  | 2      | Italien                 | zwei aus: Mauro De Tullio Matteo Lamberti Matteo Ciampi Alessandro Ragaini |
| Olympische Normzeit (OQT): 3:46,78 min  | 2      | Vereinigte Staaten      | zwei aus: Aaron Shackell David Johnston Kieran Smith                       |
| Olympische Normzeit (OQT): 3:46,78 min  | 1      | Belgien                 | Lucas Pierre a Henveaux                                                    |
| Olympische Normzeit (OQT): 3:46,78 min  | 1      | Bulgarien               | Petar Mitsin                                                               |
| Olympische Normzeit (OQT): 3:46,78 min  | 1      | Frankreich              | David Aubry Logan Fontaine                                                 |
| Olympische Normzeit (OQT): 3:46,78 min  | 1      | Großbritannien          | Kieran Bird                                                                |
| Olympische Normzeit (OQT): 3:46,78 min  | 0      | Irland                  | Daniel Wiffen                                                              |
| Olympische Normzeit (OQT): 3:46,78 min  | 1      | Litauen                 | Danas Rapšys                                                               |
| Olympische Normzeit (OQT): 3:46,78 min  | 1      | Österreich              | Felix Auböck                                                               |
| Olympische Normzeit (OQT): 3:46,78 min  | 1      | Schweden                | Victor Johansson                                                           |
| Olympische Normzeit (OQT): 3:46,78 min  | 1      | Schweiz                 | Antonio Djakovic                                                           |
| Olympische Normzeit (OQT): 3:46,78 min  | 1      | Südkorea                | Kim Woo-min                                                                |
| Olympische Normzeit (OQT): 3:46,78 min  | 1      | Tunesien                | Ahmed Hafnaoui Ahmed Jaouadi                                               |
| Olympische Normzeit (OQT): 3:46,78 min  | 0      | Ukraine                 | Mychajlo Romantschuk                                                       |
| Olympische Normzeit (OQT): 3:46,78 min  | 0      | Ungarn                  | Kristóf Rasovszky                                                          |
| Olympische Normzeit (OQT): 3:46,78 min  | 1      | Venezuela               | Alfonso Mestre                                                             |
| Olympische Basiszeit (OCT): 3:47,91 min | 0      | Spanien                 | Carlos Garach Benito                                                       |
| Olympische Basiszeit (OCT): 3:47,91 min | 1      | Ungarn                  | Zalán Sárkány                                                              |
| Universalstartplatz                     | 1      | Bosnien und Herzegowina | Jovan Lekić                                                                |
| Universalstartplatz                     | 1      | Costa Rica              | Alberto Vega                                                               |
| Universalstartplatz                     | 1      | Chile                   | Eduardo Cisternas                                                          |
| Universalstartplatz                     | 1      | Estland                 | Kregor Zirk                                                                |
| Universalstartplatz                     | 1      | Guyana                  | Raekwon Noel                                                               |
| Universalstartplatz                     | 1      | Kenia                   | Ridhwan Abubakar                                                           |
| Universalstartplatz                     | 1      | Malaysia                | Khiew Hoe Yean                                                             |
| Universalstartplatz                     | 1      | Marokko                 | Ilias El Fallaki                                                           |
| Universalstartplatz                     | 1      | Moldau                  | Pavel Alovațki                                                             |
| Universalstartplatz                     | 1      | Nordmazedonien          | Nikola Gjuretanovikj                                                       |
| Universalstartplatz                     | 1      | San Marino              | Loris Bianchi                                                              |
| Universalstartplatz                     | 1      | Peru                    | Joaquín Vargas                                                             |
| Universalstartplatz                     | 1      | Usbekistan              | Ilia Sibirtsev                                                             |
| Gesamt                                  | 37     | 31                      | 37                                                                         |

#### 800 m Freistil
- Schnellste Zeit im Qualifikationszeitraum:  Ahmed Hafnaoui (7:37,00 min)
- Die Reihenfolge der Athleten innerhalb der jeweiligen Nationen gibt die Reihenfolge der geschwommenen Zeiten wieder.
- Pro Nation durften maximal zwei Athleten an den Start gehen, sofern beide die Olympische Normzeit (OQT) geschwommen waren. Nominierte Sportler sind fett markiert.

| Qualifikationsstandard                  | Plätze | Qualifizierte      | Qualifizierte                                                                            |
| Qualifikationsstandard                  | Plätze | Nation             | Athleten                                                                                 |
| --------------------------------------- | ------ | ------------------ | ---------------------------------------------------------------------------------------- |
| Olympische Normzeit (OQT): 7:51,65 min  | 2      | Australien         | Samuel Short Elijah Winnington                                                           |
| Olympische Normzeit (OQT): 7:51,65 min  | 2      | China              | Zhang Zhanshuo Fei Liwei                                                                 |
| Olympische Normzeit (OQT): 7:51,65 min  | 2      | Deutschland        | zwei aus: Lukas Märtens Sven Schwarz Florian Wellbrock Oliver Klemet                     |
| Olympische Normzeit (OQT): 7:51,65 min  | 2      | Frankreich         | zwei aus: Damien Joly Marc-Antoine Olivier Pacome Bricout Joris Bouchaut David Aubry     |
| Olympische Normzeit (OQT): 7:51,65 min  | 0      | Großbritannien     | Daniel Jervis Tobias Robinson                                                            |
| Olympische Normzeit (OQT): 7:51,65 min  | 2      | Italien            | zwei aus: Gregorio Paltrinieri Luca De Tullio Matteo Lamberti                            |
| Olympische Normzeit (OQT): 7:51,65 min  | 2      | Norwegen           | Jon Jøntvedt Henrik Christiansen                                                         |
| Olympische Normzeit (OQT): 7:51,65 min  | 2      | Vereinigte Staaten | zwei aus: Robert Finke Luke Whitlock Ross Dant David Johnston Charlie Clark Will Gallant |
| Olympische Normzeit (OQT): 7:51,65 min  | 1      | Ägypten            | Marwan Elkamash                                                                          |
| Olympische Normzeit (OQT): 7:51,65 min  | 1      | Brasilien          | Guilherme Costa                                                                          |
| Olympische Normzeit (OQT): 7:51,65 min  | 0      | Bulgarien          | Petar Mitsin                                                                             |
| Olympische Normzeit (OQT): 7:51,65 min  | 1      | Griechenland       | Dimitrios Markos                                                                         |
| Olympische Normzeit (OQT): 7:51,65 min  | 1      | Rumänien           | Vlad Stancu                                                                              |
| Olympische Normzeit (OQT): 7:51,65 min  | 1      | Irland             | Daniel Wiffen                                                                            |
| Olympische Normzeit (OQT): 7:51,65 min  | 1      | Österreich         | Felix Auböck                                                                             |
| Olympische Normzeit (OQT): 7:51,65 min  | 1      | Schweden           | Victor Johansson                                                                         |
| Olympische Normzeit (OQT): 7:51,65 min  | 1      | Spanien            | Carlos Garach Benito                                                                     |
| Olympische Normzeit (OQT): 7:51,65 min  | 0      | Südkorea           | Kim Woo-min                                                                              |
| Olympische Normzeit (OQT): 7:51,65 min  | 1      | Tunesien           | Ahmed Hafnaoui Ahmed Jaouadi                                                             |
| Olympische Normzeit (OQT): 7:51,65 min  | 1      | Türkei             | Kuzey Tunçelli                                                                           |
| Olympische Normzeit (OQT): 7:51,65 min  | 1      | Ukraine            | Mychajlo Romantschuk                                                                     |
| Olympische Normzeit (OQT): 7:51,65 min  | 1      | Ungarn             | zwei aus: Zalán Sárkány Kristóf Rasovszky Dávid Betlehem                                 |
| Olympische Normzeit (OQT): 7:51,65 min  | 1      | Usbekistan         | Ilia Sibirtsev                                                                           |
| Olympische Normzeit (OQT): 7:51,65 min  | 1      | Venezuela          | Alfonso Mestre                                                                           |
| Olympische Normzeit (OQT): 7:51,65 min  | 1      | Vietnam            | Nguyễn Huy Hoàng                                                                         |
| Olympische Basiszeit (OCT): 7:54,01 min | 1      | Belgien            | Lucas Henveaux                                                                           |
| Universalstartplatz                     | 1      | Monaco             | Théo Druenne                                                                             |
| Gesamt                                  | 31     | 24                 | 31                                                                                       |

#### 1500 m Freistil
- Schnellste Zeit im Qualifikationszeitraum:  Ahmed Hafnaoui (14:31,54 min)
- Die Reihenfolge der Athleten innerhalb der jeweiligen Nationen gibt die Reihenfolge der geschwommenen Zeiten wieder.
- Pro Nation durften maximal zwei Athleten an den Start gehen, sofern beide die Olympische Normzeit (OQT) geschwommen waren. Nominierte Sportler sind fett markiert.

| Qualifikationsstandard                   | Plätze | Qualifizierte      | Qualifizierte                                                        |
| Qualifikationsstandard                   | Plätze | Nation             | Athleten                                                             |
| ---------------------------------------- | ------ | ------------------ | -------------------------------------------------------------------- |
| Olympische Normzeit (OQT): 15:00,99 min  | 2      | Deutschland        | zwei aus: Florian Wellbrock Lukas Märtens Sven Schwarz Oliver Klemet |
| Olympische Normzeit (OQT): 15:00,99 min  | 2      | Frankreich         | zwei aus: David Aubry Damien Joly Pacome Bricout                     |
| Olympische Normzeit (OQT): 15:00,99 min  | 2      | Italien            | Gregorio Paltrinieri Luca De Tullio                                  |
| Olympische Normzeit (OQT): 15:00,99 min  | 2      | Türkei             | Kuzey Tunçelli Emir Albayrak                                         |
| Olympische Normzeit (OQT): 15:00,99 min  | 2      | Ungarn             | zwei aus: Dávid Betlehem Kristóf Rasovszky Zalán Sárkány             |
| Olympische Normzeit (OQT): 15:00,99 min  | 2      | Vereinigte Staaten | Robert Finke David Johnston Charlie Clark                            |
| Olympische Normzeit (OQT): 15:00,99 min  | 1      | Ägypten            | Marwan Elkamash                                                      |
| Olympische Normzeit (OQT): 15:00,99 min  | 1      | Australien         | Samuel Short                                                         |
| Olympische Normzeit (OQT): 15:00,99 min  | 1      | China              | Fei Liwei                                                            |
| Olympische Normzeit (OQT): 15:00,99 min  | 1      | Großbritannien     | Daniel Jervis Tobias Robinson                                        |
| Olympische Normzeit (OQT): 15:00,99 min  | 1      | Irland             | Daniel Wiffen                                                        |
| Olympische Normzeit (OQT): 15:00,99 min  | 1      | Norwegen           | Henrik Christiansen                                                  |
| Olympische Normzeit (OQT): 15:00,99 min  | 1      | Rumänien           | Vlad Stancu                                                          |
| Olympische Normzeit (OQT): 15:00,99 min  | 1      | Schweden           | Victor Johansson                                                     |
| Olympische Normzeit (OQT): 15:00,99 min  | 1      | Spanien            | Carlos Garach Benito                                                 |
| Olympische Normzeit (OQT): 15:00,99 min  | 1      | Südkorea           | Kim Woo-min                                                          |
| Olympische Normzeit (OQT): 15:00,99 min  | 1      | Tunesien           | Ahmed Hafnaoui Ahmed Jaouadi                                         |
| Olympische Normzeit (OQT): 15:00,99 min  | 1      | Ukraine            | Mychajlo Romantschuk                                                 |
| Olympische Basiszeit (OCT): 15:05,49 min | 1      | Polen              | Krzysztof Chmielewski                                                |
| Olympische Basiszeit (OCT): 15:05,49 min | 1      | Vietnam            | Nguyễn Huy Hoàng                                                     |
| Universalstartplatz                      | 1      | Griechenland       | Dimitrios Markos                                                     |
| Universalstartplatz                      | 1      | Kuba               | Rodolfo Falcón, Jr.                                                  |
| Gesamt                                   | 27     | 21                 | 27                                                                   |

#### 100 m Rücken
- Schnellste Zeit im Qualifikationszeitraum:  Ryan Murphy (52,04 s)
- Die Reihenfolge der Athleten innerhalb der jeweiligen Nationen gibt die Reihenfolge der geschwommenen Zeiten wieder.
- Pro Nation durften maximal zwei Athleten an den Start gehen, sofern beide die Olympische Normzeit (OQT) geschwommen waren. Nominierte Sportler sind fett markiert.

| Qualifikationsstandard              | Plätze | Qualifizierte                | Qualifizierte |
| Qualifikationsstandard              | Plätze | Nation                       | Athleten |
| ----------------------------------- | ------ | ---------------------------- | --- |
| Olympische Normzeit (OQT): 53,74 s  | 2      | Australien                   | Bradley Woodward Isaac Cooper |
| Olympische Normzeit (OQT): 53,74 s  | 2      | Deutschland                  | Ole Braunschweig Marek Ulrich |
| Olympische Normzeit (OQT): 53,74 s  | 2      | Frankreich                   | Yohann Ndoye-Brouard Mewen Tomac |
| Olympische Normzeit (OQT): 53,74 s  | 2      | Griechenland                 | Apostolos Christou Evangelos Makrygiannis |
| Olympische Normzeit (OQT): 53,74 s  | 2      | Großbritannien               | zwei aus: Oliver Morgan Jonny Marshall Jonathan Adam                                                                                          |
| Olympische Normzeit (OQT): 53,74 s  | 2      | Italien                      | Thomas Ceccon Michele Lamberti |
| Olympische Normzeit (OQT): 53,74 s  | 1      | Japan                        | Ryōsuke Irie Riku Matsuyama |
| Olympische Normzeit (OQT): 53,74 s  | 2      | Kanada                       | Blake Tierney Javier Acevedo |
| Olympische Normzeit (OQT): 53,74 s  | 2      | Schweiz                      | Roman Mityukov Thierry Bollin |
| Olympische Normzeit (OQT): 53,74 s  | 2      | Ungarn                       | zwei aus: Hubert Kós Ádám Jászó Benedek Kovács                                                                                                |
| Olympische Normzeit (OQT): 53,74 s  | 2      | Vereinigte Staaten           | zwei aus: Ryan Murphy Hunter Armstrong Justin Ress Destin Lasco Adam Chaney Wyatt Davis Shaine Casas Aidan Stoffle Chris O’Connor Jack Aikins |
| Olympische Normzeit (OQT): 53,74 s  | 1      | China                        | Xu Jiayu |
| Olympische Normzeit (OQT): 53,74 s  | 1      | Israel                       | Adam Maraana |
| Olympische Normzeit (OQT): 53,74 s  | 0      | Neuseeland                   | Andrew Jeffcoat |
| Olympische Normzeit (OQT): 53,74 s  | 1      | Polen                        | Ksawery Masiuk |
| Olympische Normzeit (OQT): 53,74 s  | 1      | Portugal                     | João Costa |
| Olympische Normzeit (OQT): 53,74 s  | 1      | Spanien                      | Hugo González |
| Olympische Normzeit (OQT): 53,74 s  | 1      | Südafrika                    | Pieter Coetze |
| Olympische Normzeit (OQT): 53,74 s  | 1      | Südkorea                     | Lee Ju-ho |
| Olympische Normzeit (OQT): 53,74 s  | 1      | Tschechien                   | Miroslav Knedla |
| Olympische Normzeit (OQT): 53,74 s  | 1      | Ukraine                      | Oleksandr Scheltjakow |
| Olympische Basiszeit (OCT): 54,01 s | 1      | Argentinien                  | Ulises Saravia |
| Olympische Basiszeit (OCT): 54,01 s | 1      | Niederlande                  | Kai van Westering |
| Universalstartplatz                 | 1      | Amerikanische Jungferninseln | Maximillian Wilson |
| Universalstartplatz                 | 1      | Benin                        | Alexis Kpadé |
| Universalstartplatz                 | 1      | Bermuda                      | Jack Harvey |
| Universalstartplatz                 | 1      | Brunei                       | Zeke Chan |
| Universalstartplatz                 | 1      | Georgien                     | Noe Panzchawa |
| Universalstartplatz                 | 1      | Grenada                      | Zackary Gresham |
| Universalstartplatz                 | 1      | Indien                       | Srihari Nataraj |
| Universalstartplatz                 | 1      | Kolumbien                    | Anthony Rincón |
| Universalstartplatz                 | 1      | Neuseeland                   | Kane Follows |
| Universalstartplatz                 | 1      | Palästina                    | Yazan al-Bawwab |
| Universalstartplatz                 | 1      | Puerto Rico                  | Yeziel Morales |
| Universalstartplatz                 | 1      | Österreich                   | Bernhard Reitshammer |
| Universalstartplatz                 | 1      | Tonga                        | Alan Uhi |
| Universalstartplatz                 | 1      | Türkei                       | Berke Saka |
| Gesamt                              | 46     | 36                           | 46 |

#### 200 m Rücken
- Schnellste Zeit im Qualifikationszeitraum:  Hubert Kós (1:54,14 min)
- Die Reihenfolge der Athleten innerhalb der jeweiligen Nationen gibt die Reihenfolge der geschwommenen Zeiten wieder.
- Pro Nation durften maximal zwei Athleten an den Start gehen, sofern beide die Olympische Normzeit (OQT) geschwommen waren. Nominierte Sportler sind fett markiert.

| Qualifikationsstandard                  | Plätze | Qualifizierte      | Qualifizierte |
| Qualifikationsstandard                  | Plätze | Nation             | Athleten |
| --------------------------------------- | ------ | ------------------ | --- |
| Olympische Normzeit (OQT): 1:57,50 min  | 2      | Australien         | zwei aus: Bradley Woodward Se-Bom Lee Joshua Edwards-Smith                                                                             |
| Olympische Normzeit (OQT): 1:57,50 min  | 2      | Frankreich         | zwei aus: Mewen Tomac Antoine Herlem Merlin Ficher Yohann Ndoye-Brouard                                                                |
| Olympische Normzeit (OQT): 1:57,50 min  | 2      | Griechenland       | Apostolos Siskos Apostolos Christou |
| Olympische Normzeit (OQT): 1:57,50 min  | 2      | Großbritannien     | zwei aus: Oliver Morgan Luke Greenbank Brodie Williams                                                                                 |
| Olympische Normzeit (OQT): 1:57,50 min  | 2      | Italien            | zwei aus: Thomas Ceccon Matteo Restivo Lorenzo Mora                                                                                    |
| Olympische Normzeit (OQT): 1:57,50 min  | 2      | Ungarn             | zwei aus: Hubert Kós Ádám Telegdy Benedek Kovács                                                                                       |
| Olympische Normzeit (OQT): 1:57,50 min  | 2      | Vereinigte Staaten | zwei aus: Ryan Murphy Keaton Jones Destin Lasco Jack Aikins Daniel Diehl Ian Grum Hunter Tapp Tommy Janton Carson Foster Jackson Jones |
| Olympische Normzeit (OQT): 1:57,50 min  | 1      | China              | Xu Jiayu |
| Olympische Normzeit (OQT): 1:57,50 min  | 1      | Deutschland        | Lukas Märtens |
| Olympische Normzeit (OQT): 1:57,50 min  | 1      | Israel             | David Gerchik |
| Olympische Normzeit (OQT): 1:57,50 min  | 1      | Japan              | zwei aus: Hidekazu Takehara Keita Sunama Daiki Yanagawa Koudai Nishino                                                                 |
| Olympische Normzeit (OQT): 1:57,50 min  | 1      | Kanada             | Blake Tierney |
| Olympische Normzeit (OQT): 1:57,50 min  | 1      | Neuseeland         | Kane Follows |
| Olympische Normzeit (OQT): 1:57,50 min  | 1      | Niederlande        | Kai van Westering |
| Olympische Normzeit (OQT): 1:57,50 min  | 1      | Polen              | Ksawery Masiuk |
| Olympische Normzeit (OQT): 1:57,50 min  | 1      | Schweiz            | Roman Mityukov |
| Olympische Normzeit (OQT): 1:57,50 min  | 1      | Spanien            | Hugo González |
| Olympische Normzeit (OQT): 1:57,50 min  | 1      | Südafrika          | Pieter Coetze |
| Olympische Normzeit (OQT): 1:57,50 min  | 1      | Südkorea           | Lee Ju-ho |
| Olympische Normzeit (OQT): 1:57,50 min  | 1      | Ukraine            | Oleksandr Scheltjakow |
| Olympische Basiszeit (OCT): 1:58,09 min | 1      | Puerto Rico        | Yeziel Morales |
| Olympische Basiszeit (OCT): 1:58,09 min | 1      | Simbabwe           | Denilson Cyprianos |
| Universalstartplatz                     | 1      | Sudan              | Ziyad Saleem |
| Gesamt                                  | 30     | 23                 | 30 |

#### 100 m Brust
- Schnellste Zeit im Qualifikationszeitraum:  Qin Haiyang (57,69 s)
- Die Reihenfolge der Athleten innerhalb der jeweiligen Nationen gibt die Reihenfolge der geschwommenen Zeiten wieder.
- Pro Nation durften maximal zwei Athleten an den Start gehen, sofern beide die Olympische Normzeit (OQT) geschwommen waren. Nominierte Sportler sind fett markiert.

| Qualifikationsstandard              | Plätze | Qualifizierte                  | Qualifizierte                                                            |
| Qualifikationsstandard              | Plätze | Nation                         | Athleten                                                                 |
| ----------------------------------- | ------ | ------------------------------ | ------------------------------------------------------------------------ |
| Olympische Normzeit (OQT): 59,49 s  | 2      | Australien                     | Samuel Williamson Joshua Yong                                            |
| Olympische Normzeit (OQT): 59,49 s  | 2      | China                          | Qin Haiyang Sun Jiajun Yan Zibei                                         |
| Olympische Normzeit (OQT): 59,49 s  | 2      | Deutschland                    | Lucas Matzerath Melvin Imoudu                                            |
| Olympische Normzeit (OQT): 59,49 s  | 2      | Großbritannien                 | Adam Peaty James Wilby                                                   |
| Olympische Normzeit (OQT): 59,49 s  | 2      | Individuelle Neutrale Athleten | Jewgeni Somow Ilja Schymanowitsch                                        |
| Olympische Normzeit (OQT): 59,49 s  | 2      | Italien                        | zwei aus: Nicolò Martinenghi Federico Poggio Ludovico Viberti            |
| Olympische Normzeit (OQT): 59,49 s  | 2      | Niederlande                    | Arno Kamminga Caspar Corbeau                                             |
| Olympische Normzeit (OQT): 59,49 s  | 2      | Vereinigte Staaten             | zwei aus: Nic Fink Charlie Swanson Josh Matheny Noah Nichols Jake Foster |
| Olympische Normzeit (OQT): 59,49 s  | 1      | Japan                          | zwei aus: Yamato Fukasawa Taku Taniguchi Yu Hanaguruma Ippei Watanabe    |
| Olympische Normzeit (OQT): 59,49 s  | 1      | Kirgisistan                    | Denis Petraschow                                                         |
| Olympische Normzeit (OQT): 59,49 s  | 1      | Litauen                        | Andrius Šidlauskas                                                       |
| Olympische Normzeit (OQT): 59,49 s  | 1      | Südkorea                       | Choi Dong-yeol                                                           |
| Olympische Normzeit (OQT): 59,49 s  | 1      | Türkei                         | Berkay Ömer Öğretir                                                      |
| Olympische Basiszeit (OCT): 59,79 s | 1      | Österreich                     | Bernhard Reitshammer                                                     |
| Olympische Basiszeit (OCT): 59,79 s | 1      | Polen                          | Jan Kałusowski                                                           |
| Universalstartplatz                 | 1      | Amerikanisch-Samoa             | Micah Masei                                                              |
| Universalstartplatz                 | 1      | Antigua und Barbuda            | Jadon Wuilliez                                                           |
| Universalstartplatz                 | 1      | Botswana                       | Adrian Robinson                                                          |
| Universalstartplatz                 | 1      | Bulgarien                      | Ljubomir Epitropow                                                       |
| Universalstartplatz                 | 1      | Eswatini                       | Chadd Ning                                                               |
| Universalstartplatz                 | 1      | Haiti                          | Alexandre Grand’Pierre                                                   |
| Universalstartplatz                 | 1      | Island                         | Anton McKee                                                              |
| Universalstartplatz                 | 1      | Israel                         | Ron Polonsky                                                             |
| Universalstartplatz                 | 1      | Katar                          | Abdulaziz Al-Obaidly                                                     |
| Universalstartplatz                 | 1      | Laos                           | Steven Insixiengmay                                                      |
| Universalstartplatz                 | 1      | Madagaskar                     | Jonathan Raharvel                                                        |
| Universalstartplatz                 | 1      | Mexiko                         | Miguel de Lara                                                           |
| Universalstartplatz                 | 1      | Mikronesien                    | Tasi Limtiaco                                                            |
| Universalstartplatz                 | 1      | Mosambik                       | Matthew Lawrence                                                         |
| Gesamt                              | 37     | 28                             | 37                                                                       |

#### 200 m Brust
- Schnellste Zeit im Qualifikationszeitraum:  Qin Haiyang (2:05,48 min)
- Die Reihenfolge der Athleten innerhalb der jeweiligen Nationen gibt die Reihenfolge der geschwommenen Zeiten wieder.
- Pro Nation durften maximal zwei Athleten an den Start gehen, sofern beide die Olympische Normzeit (OQT) geschwommen waren. Nominierte Sportler sind fett markiert.

| Qualifikationsstandard                  | Plätze | Qualifizierte      | Qualifizierte                                                                     |
| Qualifikationsstandard                  | Plätze | Nation             | Athleten                                                                          |
| --------------------------------------- | ------ | ------------------ | --------------------------------------------------------------------------------- |
| Olympische Normzeit (OQT): 2:09,68 min  | 2      | Australien         | Zac Stubblety-Cook Joshua Yong                                                    |
| Olympische Normzeit (OQT): 2:09,68 min  | 2      | China              | Qin Haiyang Dong Zhihao                                                           |
| Olympische Normzeit (OQT): 2:09,68 min  | 2      | Japan              | zwei aus: Ippei Watanabe Yu Hanaguruma Yamato Fukasawa Shoma Sato Ikuru Hiroshima |
| Olympische Normzeit (OQT): 2:09,68 min  | 2      | Niederlande        | Caspar Corbeau Arno Kamminga                                                      |
| Olympische Normzeit (OQT): 2:09,68 min  | 2      | Vereinigte Staaten | zwei aus: Matt Fallon Josh Matheny Jake Foster Nic Fink                           |
| Olympische Normzeit (OQT): 2:09,68 min  | 1      | Bulgarien          | Ljubomir Epitropow                                                                |
| Olympische Normzeit (OQT): 2:09,68 min  | 1      | Finnland           | Matti Mattsson                                                                    |
| Olympische Normzeit (OQT): 2:09,68 min  | 1      | Frankreich         | Léon Marchand Antoine Marc                                                        |
| Olympische Normzeit (OQT): 2:09,68 min  | 1      | Island             | Anton McKee                                                                       |
| Olympische Normzeit (OQT): 2:09,68 min  | 1      | Litauen            | Aleksas Savickas                                                                  |
| Olympische Normzeit (OQT): 2:09,68 min  | 1      | Mexiko             | Miguel de Lara                                                                    |
| Olympische Normzeit (OQT): 2:09,68 min  | 1      | Schweden           | Erik Persson                                                                      |
| Olympische Normzeit (OQT): 2:09,68 min  | 1      | Südkorea           | Cho Sung-jae                                                                      |
| Olympische Basiszeit (OCT): 2:10,33 min | 1      | Polen              | Jan Kałusowski                                                                    |
| Universalstartplatz                     | 1      | Bahrain            | Saud Ghali                                                                        |
| Universalstartplatz                     | 1      | Honduras           | Julio Horrego                                                                     |
| Universalstartplatz                     | 1      | Jordanien          | Amro Al-Wir                                                                       |
| Universalstartplatz                     | 1      | Kirgisistan        | Denis Petraschow                                                                  |
| Universalstartplatz                     | 1      | Lettland           | Daniils Bobrovs                                                                   |
| Universalstartplatz                     | 1      | Panama             | Tyler Christianson                                                                |
| Gesamt                                  | 25     | 20                 | 25                                                                                |

#### 100 m Schmetterling
- Schnellste Zeit im Qualifikationszeitraum:  Josh Liendo (50,06 s)
- Die Reihenfolge der Athleten innerhalb der jeweiligen Nationen gibt die Reihenfolge der geschwommenen Zeiten wieder.
- Pro Nation durften maximal zwei Athleten an den Start gehen, sofern beide die Olympische Normzeit (OQT) geschwommen waren. Nominierte Sportler sind fett markiert.

| Qualifikationsstandard              | Plätze | Qualifizierte      | Qualifizierte |
| Qualifikationsstandard              | Plätze | Nation             | Athleten |
| ----------------------------------- | ------ | ------------------ | --- |
| Olympische Normzeit (OQT): 51,67 s  | 2      | Australien         | zwei aus: Matthew Temple Shaun Champion Kyle Chalmers Cody Simpson Ben Armbruster                                   |
| Olympische Normzeit (OQT): 51,67 s  | 2      | China              | Wang Changhao Sun Jiajun                                                                                            |
| Olympische Normzeit (OQT): 51,67 s  | 2      | Frankreich         | Maxime Grousset Clément Secchi                                                                                      |
| Olympische Normzeit (OQT): 51,67 s  | 2      | Israel             | Gal Cohen Groumi Tomer Frankel                                                                                      |
| Olympische Normzeit (OQT): 51,67 s  | 2      | Japan              | zwei aus: Katsuhiro Matsumoto Naoki Mizunuma Genki Terakado Takeshi Kawamoto Takaya Yasue                           |
| Olympische Normzeit (OQT): 51,67 s  | 2      | Kanada             | zwei aus: Josh Liendo Ilya Kharun Finlay Knox                                                                       |
| Olympische Normzeit (OQT): 51,67 s  | 2      | Südafrika          | Chad le Clos Matthew Sates                                                                                          |
| Olympische Normzeit (OQT): 51,67 s  | 2      | Ungarn             | Kristóf Milak Hubert Kós                                                                                            |
| Olympische Normzeit (OQT): 51,67 s  | 2      | Vereinigte Staaten | zwei aus: Dare Rose Shaine Casas Caeleb Dressel Thomas Heilman Ryan Murphy Zach Harting Gabriel Jett Michael Andrew |
| Olympische Normzeit (OQT): 51,67 s  | 1      | Brasilien          | Kayky Mota |
| Olympische Normzeit (OQT): 51,67 s  | 1      | Bulgarien          | Jossif Miladinow |
| Olympische Normzeit (OQT): 51,67 s  | 1      | Deutschland        | Kaii Winkler |
| Olympische Normzeit (OQT): 51,67 s  | 1      | Großbritannien     | Jacob Peters James Guy                                                                                              |
| Olympische Normzeit (OQT): 51,67 s  | 1      | Niederlande        | Nyls Korstanje |
| Olympische Normzeit (OQT): 51,67 s  | 1      | Österreich         | Simon Bucher |
| Olympische Normzeit (OQT): 51,67 s  | 1      | Polen              | Jakub Majerski |
| Olympische Normzeit (OQT): 51,67 s  | 1      | Portugal           | Diogo Matos Ribeiro                                                                                                 |
| Olympische Normzeit (OQT): 51,67 s  | 1      | Schweiz            | Noè Ponti |
| Olympische Normzeit (OQT): 51,67 s  | 1      | Spanien            | Mario Mollá |
| Olympische Normzeit (OQT): 51,67 s  | 1      | Tschechien         | Daniel Gracík |
| Olympische Basiszeit (OCT): 51,93 s | 1      | Kasachstan         | Ädilbek Mussin |
| Universalstartplatz                 | 1      | Indonesien         | Joe Kurniawan |
| Universalstartplatz                 | 1      | Irak               | Hasan Al-Zinkee |
| Universalstartplatz                 | 1      | Jamaika            | Josh Kirlew |
| Universalstartplatz                 | 1      | Jemen              | Yusuf Nasser |
| Universalstartplatz                 | 1      | Kroatien           | Nikola Miljenić |
| Universalstartplatz                 | 1      | Montenegro         | Miloš Milenković |
| Universalstartplatz                 | 1      | Neuseeland         | Cameron Gray |
| Universalstartplatz                 | 1      | Philippinen        | Jarod Hatch |
| Universalstartplatz                 | 1      | Ruanda             | Oscar Peyre Mitilla                                                                                                 |
| Universalstartplatz                 | 1      | Uganda             | Jesse Ssengonzi |
| Gesamt                              | 40     | 31                 | 40 |

#### 200 m Schmetterling
- Schnellste Zeit im Qualifikationszeitraum:  Léon Marchand (1:52,43 min)
- Die Reihenfolge der Athleten innerhalb der jeweiligen Nationen gibt die Reihenfolge der geschwommenen Zeiten wieder.
- Pro Nation durften maximal zwei Athleten an den Start gehen, sofern beide die Olympische Normzeit (OQT) geschwommen waren. Nominierte Sportler sind fett markiert.

| Qualifikationsstandard                  | Plätze | Qualifizierte        | Qualifizierte                                                                                            |
| Qualifikationsstandard                  | Plätze | Nation               | Athleten                                                                                                 |
| --------------------------------------- | ------ | -------------------- | --- |
| Olympische Normzeit (OQT): 1:55,78 min  | 2      | Italien              | zwei aus: Alberto Razzetti Federico Burdisso Gianmarco Carini                                            |
| Olympische Normzeit (OQT): 1:55,78 min  | 2      | Japan                | zwei aus: Tomoru Honda Genki Terakado Teppei Morimoto Takumi Terada Daiya Seto Daiki Tanaka Riku Tanbo   |
| Olympische Normzeit (OQT): 1:55,78 min  | 2      | Polen                | Krzysztof Chmielewski Michał Chmielewski                                                                 |
| Olympische Normzeit (OQT): 1:55,78 min  | 2      | Ungarn               | Kristóf Milak Richárd Márton                                                                             |
| Olympische Normzeit (OQT): 1:55,78 min  | 2      | Vereinigte Staaten   | zwei aus: Thomas Heilman Carson Foster Zach Harting Trenton Julian Luca Urlando Masur Laur Jack Dahlgren |
| Olympische Normzeit (OQT): 1:55,78 min  | 1      | Australien           | Matthew Temple                                                                                           |
| Olympische Normzeit (OQT): 1:55,78 min  | 1      | Brasilien            | Leonardo de Deus Nicolas Albiero                                                                         |
| Olympische Normzeit (OQT): 1:55,78 min  | 1      | China                | Niu Guangsheng                                                                                           |
| Olympische Normzeit (OQT): 1:55,78 min  | 1      | Chinesisch Taipeh    | Wang Kuan-hung                                                                                           |
| Olympische Normzeit (OQT): 1:55,78 min  | 1      | Estland              | Kregor Zirk                                                                                              |
| Olympische Normzeit (OQT): 1:55,78 min  | 1      | Frankreich           | Léon Marchand                                                                                            |
| Olympische Normzeit (OQT): 1:55,78 min  | 1      | Kanada               | Ilya Kharun                                                                                              |
| Olympische Normzeit (OQT): 1:55,78 min  | 1      | Österreich           | Martin Espernberger                                                                                      |
| Olympische Normzeit (OQT): 1:55,78 min  | 1      | Schweiz              | Noè Ponti                                                                                                |
| Olympische Normzeit (OQT): 1:55,78 min  | 1      | Spanien              | Arbidel González                                                                                         |
| Olympische Normzeit (OQT): 1:55,78 min  | 1      | Südafrika            | Matthew Sates                                                                                            |
| Olympische Normzeit (OQT): 1:55,78 min  | 1      | Südkorea             | Kim Min-seop                                                                                             |
| Olympische Normzeit (OQT): 1:55,78 min  | 1      | Ukraine              | Denys Kessil                                                                                             |
| Olympische Basiszeit (OCT): 1:56,36 min | 1      | Bulgarien            | Petar Mitsin                                                                                             |
| Olympische Basiszeit (OCT): 1:56,36 min | 1      | Neuseeland           | Lewis Clareburt                                                                                          |
| Universalstartplatz                     | 1      | Aserbaidschan        | Ramil Valizada                                                                                           |
| Universalstartplatz                     | 1      | Nicaragua            | Gerald Hernández                                                                                         |
| Einladungsstartplatz des IOCs           | 1      | Refugee Olympic Team | Matin Balsini                                                                                            |
| Gesamt                                  | 28     | 23                   | 28 |

#### 200 m Lagen
- Schnellste Zeit im Qualifikationszeitraum:  Wang Shun (1:54,62 min)
- Die Reihenfolge der Athleten innerhalb der jeweiligen Nationen gibt die Reihenfolge der geschwommenen Zeiten wieder.
- Pro Nation durften maximal zwei Athleten an den Start gehen, sofern beide die Olympische Normzeit (OQT) geschwommen waren. Nominierte Sportler sind fett markiert.

| Qualifikationsstandard                  | Plätze | Qualifizierte      | Qualifizierte                                                                       |
| Qualifikationsstandard                  | Plätze | Nation             | Athleten                                                                            |
| --------------------------------------- | ------ | ------------------ | ----------------------------------------------------------------------------------- |
| Olympische Normzeit (OQT): 1:57,94 min  | 2      | Australien         | Thomas Neill William Petric                                                         |
| Olympische Normzeit (OQT): 1:57,94 min  | 2      | Großbritannien     | Duncan Scott Tom Dean                                                               |
| Olympische Normzeit (OQT): 1:57,94 min  | 2      | Vereinigte Staaten | zwei aus: Shaine Casas Carson Foster Maximus Williamson Chase Kalisz Trenton Julian |
| Olympische Normzeit (OQT): 1:57,94 min  | 1      | China              | Wang Shun Qin Haiyang                                                               |
| Olympische Normzeit (OQT): 1:57,94 min  | 1      | Frankreich         | Léon Marchand                                                                       |
| Olympische Normzeit (OQT): 1:57,94 min  | 1      | Israel             | Ron Polonsky                                                                        |
| Olympische Normzeit (OQT): 1:57,94 min  | 1      | Italien            | Alberto Razzetti                                                                    |
| Olympische Normzeit (OQT): 1:57,94 min  | 1      | Japan              | Daiya Seto So Ogata                                                                 |
| Olympische Normzeit (OQT): 1:57,94 min  | 1      | Kanada             | Finlay Knox                                                                         |
| Olympische Normzeit (OQT): 1:57,94 min  | 1      | Neuseeland         | Lewis Clareburt                                                                     |
| Olympische Normzeit (OQT): 1:57,94 min  | 1      | Spanien            | Hugo González                                                                       |
| Olympische Normzeit (OQT): 1:57,94 min  | 1      | Südafrika          | Matthew Sates                                                                       |
| Olympische Normzeit (OQT): 1:57,94 min  | 1      | Ungarn             | Gábor Zombori Hubert Kós                                                            |
| Olympische Basiszeit (OCT): 1:58,53 min | 1      | Schweiz            | Jérémy Desplanches                                                                  |
| Olympische Basiszeit (OCT): 1:58,53 min | 1      | Türkei             | Berke Saka                                                                          |
| Universalstartplatz                     | 1      | Algerien           | Jaouad Syoud                                                                        |
| Universalstartplatz                     | 1      | Bolivien           | Esteban Núñez del Prado                                                             |
| Universalstartplatz                     | 1      | Ecuador            | Tomás Peribonio                                                                     |
| Universalstartplatz                     | 1      | Griechenland       | Apostolos Papastamos                                                                |
| Universalstartplatz                     | 1      | Guatemala          | Erick Gordillo                                                                      |
| Universalstartplatz                     | 1      | Paraguay           | Mateo Matheos                                                                       |
| Universalstartplatz                     | 1      | Seychellen         | Simon Bachmann                                                                      |
| Gesamt                                  | 25     | 22                 | 25                                                                                  |

#### 400 m Lagen
- Schnellste Zeit im Qualifikationszeitraum:  Léon Marchand (4:02,50 min)
- Die Reihenfolge der Athleten innerhalb der jeweiligen Nationen gibt die Reihenfolge der geschwommenen Zeiten wieder.
- Pro Nation durften maximal zwei Athleten an den Start gehen, sofern beide die Olympische Normzeit (OQT) geschwommen waren. Nominierte Sportler sind fett markiert.

| Qualifikationsstandard                  | Plätze | Qualifizierte      | Qualifizierte                                                                      |
| Qualifikationsstandard                  | Plätze | Nation             | Athleten                                                                           |
| --------------------------------------- | ------ | ------------------ | ---------------------------------------------------------------------------------- |
| Olympische Normzeit (OQT): 4:12,50 min  | 2      | Australien         | Brendon Smith William Petric                                                       |
| Olympische Normzeit (OQT): 4:12,50 min  | 2      | Japan              | zwei aus: Daiya Seto Tomoru Honda Tomoyuki Matsushita Kaito Tabuchi Riku Yamaguchi |
| Olympische Normzeit (OQT): 4:12,50 min  | 2      | Ungarn             | Balázs Holló Gábor Zombori                                                         |
| Olympische Normzeit (OQT): 4:12,50 min  | 2      | Vereinigte Staaten | zwei aus: Carson Foster Chase Kalisz Robert Finke Jay Litherland                   |
| Olympische Normzeit (OQT): 4:12,50 min  | 1      | China              | Zhang Zhanshuo                                                                     |
| Olympische Normzeit (OQT): 4:12,50 min  | 1      | Deutschland        | Cedric Büssing                                                                     |
| Olympische Normzeit (OQT): 4:12,50 min  | 1      | Frankreich         | Léon Marchand                                                                      |
| Olympische Normzeit (OQT): 4:12,50 min  | 1      | Griechenland       | Apostolos Papastamos                                                               |
| Olympische Normzeit (OQT): 4:12,50 min  | 1      | Großbritannien     | Max Litchfield                                                                     |
| Olympische Normzeit (OQT): 4:12,50 min  | 1      | Italien            | Alberto Razzetti                                                                   |
| Olympische Normzeit (OQT): 4:12,50 min  | 1      | Kanada             | Tristan Jankovics                                                                  |
| Olympische Normzeit (OQT): 4:12,50 min  | 1      | Neuseeland         | Lewis Clareburt                                                                    |
| Olympische Basiszeit (OCT): 4:13,76 min | 0      | —                  | —                                                                                  |
| Universalstartplatz                     | 0      | —                  | —                                                                                  |
| Gesamt                                  | 16     | 12                 | 16                                                                                 |

### Frauen

#### 50 m Freistil
- Schnellste Zeit im Qualifikationszeitraum:  Sarah Sjöström (23,61 s)
- Die Reihenfolge der Athletinnen innerhalb der jeweiligen Nationen gibt die Reihenfolge der geschwommenen Zeiten wieder.
- Pro Nation durften maximal zwei Athletinnen an den Start gehen, sofern beide die Olympische Normzeit (OQT) geschwommen waren. Nominierte Sportlerinnen sind fett markiert.

| Qualifikationsstandard              | Plätze | Qualifizierte                  | Qualifizierte                                                                                               |
| Qualifikationsstandard              | Plätze | Nation                         | Athleten |
| ----------------------------------- | ------ | ------------------------------ | --- |
| Olympische Normzeit (OQT): 24,70 s  | 2      | Australien                     | zwei aus: Shayna Jack Cate Campbell Emma McKeon Meg Harris Bronte Campbell Olivia Wunsch Mollie O’Callaghan |
| Olympische Normzeit (OQT): 24,70 s  | 2      | China                          | zwei aus: Zhang Yufei Wu Qingfeng Cheng Yujie Yang Junxuan                                                  |
| Olympische Normzeit (OQT): 24,70 s  | 2      | Frankreich                     | zwei aus: Mélanie Henique Béryl Gastaldello Marie Wattel                                                    |
| Olympische Normzeit (OQT): 24,70 s  | 2      | Niederlande                    | zwei aus: Marrit Steenbergen Valerie van Roon Kim Busch                                                     |
| Olympische Normzeit (OQT): 24,70 s  | 2      | Polen                          | Katarzyna Wasick Kornelia Fiedkiewicz                                                                       |
| Olympische Normzeit (OQT): 24,70 s  | 2      | Schweden                       | Sarah Sjöström Michelle Coleman                                                                             |
| Olympische Normzeit (OQT): 24,70 s  | 2      | Vereinigte Staaten             | zwei aus: Kate Douglass Abbey Weitzeil Gretchen Walsh Torri Huske Simone Manuel Olivia Smoliga Catie DeLoof |
| Olympische Normzeit (OQT): 24,70 s  | 1      | Belgien                        | Florine Gaspard                                                                                             |
| Olympische Normzeit (OQT): 24,70 s  | 1      | Dänemark                       | Julie Jensen                                                                                                |
| Olympische Normzeit (OQT): 24,70 s  | 1      | Griechenland                   | Theodora Drakou                                                                                             |
| Olympische Normzeit (OQT): 24,70 s  | 1      | Großbritannien                 | Anna Hopkin                                                                                                 |
| Olympische Normzeit (OQT): 24,70 s  | 0      | Hongkong                       | Siobhan Bernadette Haughey                                                                                  |
| Olympische Normzeit (OQT): 24,70 s  | 1      | Irland                         | Danielle Hill                                                                                               |
| Olympische Normzeit (OQT): 24,70 s  | 1      | Italien                        | Sara Curtis                                                                                                 |
| Olympische Normzeit (OQT): 24,70 s  | 1      | Kanada                         | Taylor Ruck                                                                                                 |
| Olympische Normzeit (OQT): 24,70 s  | 1      | Kroatien                       | Jana Pavalić                                                                                                |
| Olympische Normzeit (OQT): 24,70 s  | 1      | Slowenien                      | Neža Klančar                                                                                                |
| Olympische Normzeit (OQT): 24,70 s  | 1      | Ungarn                         | Petra Senánszky                                                                                             |
| Olympische Basiszeit (OCT): 24,82 s | 0      | —                              | — |
| Universalstartplatz                 | 1      | Aruba                          | Chloë Farro                                                                                                 |
| Universalstartplatz                 | 1      | Aserbaidschan                  | Mariam Sheikhalizadeh                                                                                       |
| Universalstartplatz                 | 1      | Bahamas                        | Rhanishka Gibbs                                                                                             |
| Universalstartplatz                 | 1      | Bangladesch                    | Sonia Aktar                                                                                                 |
| Universalstartplatz                 | 1      | Benin                          | Ionnah Douillet                                                                                             |
| Universalstartplatz                 | 1      | Bolivien                       | María José Ribera                                                                                           |
| Universalstartplatz                 | 1      | Brunei                         | Hayley Wong                                                                                                 |
| Universalstartplatz                 | 1      | Burkina Faso                   | Iman Kouraogo                                                                                               |
| Universalstartplatz                 | 1      | Burundi                        | Lois Irishura                                                                                               |
| Universalstartplatz                 | 1      | Kambodscha                     | Apsara Sakbun                                                                                               |
| Universalstartplatz                 | 1      | Kamerun                        | Grace Nguélo'o                                                                                              |
| Universalstartplatz                 | 1      | Zentralafrikanische Republik   | Tracy Andet                                                                                                 |
| Universalstartplatz                 | 1      | Komoren                        | Maesha Saadi                                                                                                |
| Universalstartplatz                 | 1      | Demokratische Republik Kongo   | Divine Miansadi Mpolo                                                                                       |
| Universalstartplatz                 | 1      | Dschibuti                      | Nina Amison                                                                                                 |
| Universalstartplatz                 | 1      | Dominica                       | Jasmine Schofield                                                                                           |
| Universalstartplatz                 | 1      | Osttimor                       | Imelda Felicita Ximenes Belo                                                                                |
| Universalstartplatz                 | 1      | Ecuador                        | Anicka Delgado                                                                                              |
| Universalstartplatz                 | 1      | Eritrea                        | Christina Rach                                                                                              |
| Universalstartplatz                 | 1      | Äthiopien                      | Lina Selo                                                                                                   |
| Universalstartplatz                 | 1      | Mikronesien                    | Kestra Kihleng                                                                                              |
| Universalstartplatz                 | 1      | Fidschi                        | Anahira McCutcheon                                                                                          |
| Universalstartplatz                 | 1      | Gabun                          | Noëlie Lacour                                                                                               |
| Universalstartplatz                 | 1      | Ghana                          | Joselle Mensah                                                                                              |
| Universalstartplatz                 | 1      | Guinea                         | Djenabou Bah                                                                                                |
| Universalstartplatz                 | 1      | Haiti                          | Mayah Chouloute                                                                                             |
| Universalstartplatz                 | 1      | Jamaika                        | Sabrina Lyn                                                                                                 |
| Universalstartplatz                 | 1      | Kenia                          | Maria Brunlehner                                                                                            |
| Universalstartplatz                 | 1      | Kosovo                         | Hana Beiqi                                                                                                  |
| Universalstartplatz                 | 1      | Kirgisistan                    | Jelisaweta Petscherskich                                                                                    |
| Universalstartplatz                 | 1      | Madagaskar                     | Antsa Rabejaona                                                                                             |
| Universalstartplatz                 | 1      | Malawi                         | Tayamika Chang'anamuno                                                                                      |
| Universalstartplatz                 | 1      | Malediven                      | Aishath Ulya Shaig                                                                                          |
| Universalstartplatz                 | 1      | Mali                           | Aichata Diabate                                                                                             |
| Universalstartplatz                 | 1      | Marshallinseln                 | Kayla Hepler                                                                                                |
| Universalstartplatz                 | 1      | Montenegro                     | Jovana Kuljača                                                                                              |
| Universalstartplatz                 | 1      | Niger                          | Salima Youssoufou                                                                                           |
| Universalstartplatz                 | 1      | Nigeria                        | Adaku Nwandu                                                                                                |
| Universalstartplatz                 | 1      | Palau                          | Yuri Hosei                                                                                                  |
| Universalstartplatz                 | 1      | Papua-Neuguinea                | Georgia-Leigh Vele                                                                                          |
| Universalstartplatz                 | 1      | Republik Kongo                 | Vanessa Bobimbo                                                                                             |
| Universalstartplatz                 | 1      | Ruanda                         | Lidwine Umuhoza Uwase                                                                                       |
| Universalstartplatz                 | 1      | St. Vincent und die Grenadinen | Kennice Greene                                                                                              |
| Universalstartplatz                 | 1      | Samoa                          | Kaiya Brown                                                                                                 |
| Universalstartplatz                 | 1      | Seychellen                     | Khema Elizabeth                                                                                             |
| Universalstartplatz                 | 1      | Sierra Leone                   | Olamide Sam                                                                                                 |
| Universalstartplatz                 | 1      | Salomonen                      | Isabella Millar                                                                                             |
| Universalstartplatz                 | 1      | Suriname                       | Kaelyn Djoparto                                                                                             |
| Universalstartplatz                 | 1      | Tadschikistan                  | Jekaterina Bordatschyowa                                                                                    |
| Universalstartplatz                 | 1      | Tansania                       | Sophia Latiff                                                                                               |
| Universalstartplatz                 | 1      | Thailand                       | Jenjira Srisaard                                                                                            |
| Universalstartplatz                 | 1      | Togo                           | Adèle Gaïtou                                                                                                |
| Universalstartplatz                 | 1      | Tonga                          | Noelani Day                                                                                                 |
| Universalstartplatz                 | 1      | Vanuatu                        | Loane Russet                                                                                                |
| Universalstartplatz                 | 1      | Sambia                         | Mia Phiri                                                                                                   |
| Gesamt                              | 79     | 73                             | 79 |

#### 100 m Freistil
- Schnellste Zeit im Qualifikationszeitraum:  Siobhan Bernadette Haughey (52,02 s)
- Die Reihenfolge der Athletinnen innerhalb der jeweiligen Nationen gibt die Reihenfolge der geschwommenen Zeiten wieder.
- Pro Nation durften maximal zwei Athletinnen an den Start gehen, sofern beide die Olympische Normzeit (OQT) geschwommen waren. Nominierte Sportlerinnen sind fett markiert.

| Qualifikationsstandard              | Plätze | Qualifizierte      | Qualifizierte                                                                                                |
| Qualifikationsstandard              | Plätze | Nation             | Athletinnen                                                                                                  |
| ----------------------------------- | ------ | ------------------ | --- |
| Olympische Normzeit (OQT): 53,61 s  | 2      | Australien         | zwei aus: Mollie O’Callaghan Shayna Jack Emma McKeon Meg Harris Cate Campbell Bronte Campbell Madison Wilson |
| Olympische Normzeit (OQT): 53,61 s  | 2      | China              | zwei aus: Yang Junxuan Wu Qingfeng Cheng Yujie Zhang Yufei Li Bingjie                                        |
| Olympische Normzeit (OQT): 53,61 s  | 2      | Frankreich         | Marie Wattel Béryl Gastaldello                                                                               |
| Olympische Normzeit (OQT): 53,61 s  | 2      | Schweden           | Sarah Sjöström Michelle Coleman                                                                              |
| Olympische Normzeit (OQT): 53,61 s  | 2      | Vereinigte Staaten | zwei aus: Kate Douglass Abbey Weitzeil Torri Huske Gretchen Walsh Simone Manuel Olivia Smoliga Maxine Parker |
| Olympische Normzeit (OQT): 53,61 s  | 1      | Großbritannien     | Anna Hopkin Freya Anderson                                                                                   |
| Olympische Normzeit (OQT): 53,61 s  | 1      | Hongkong           | Siobhan Bernadette Haughey                                                                                   |
| Olympische Normzeit (OQT): 53,61 s  | 1      | Niederlande        | Marrit Steenbergen                                                                                           |
| Olympische Normzeit (OQT): 53,61 s  | 1      | Tschechien         | Barbora Seemanová                                                                                            |
| Olympische Basiszeit (OCT): 53,88 s | 1      | Kanada             | Margaret Mac Neil                                                                                            |
| Universalstartplatz                 | 1      | Algerien           | Nesrine Medjahed                                                                                             |
| Universalstartplatz                 | 1      | Botswana           | Maxine Egner                                                                                                 |
| Universalstartplatz                 | 1      | Cayman Islands     | Jillian Crooks                                                                                               |
| Universalstartplatz                 | 1      | Grenada            | Tilly Collymore                                                                                              |
| Universalstartplatz                 | 1      | Guyana             | Aleka Persaud                                                                                                |
| Universalstartplatz                 | 1      | Island             | Snæfríður Jórunnardóttir                                                                                     |
| Universalstartplatz                 | 1      | Kroatien           | Jana Pavalić                                                                                                 |
| Universalstartplatz                 | 1      | Philippinen        | Kayla Sanchez                                                                                                |
| Universalstartplatz                 | 1      | Polen              | Kornelia Fiedkiewicz                                                                                         |
| Universalstartplatz                 | 1      | Simbabwe           | Paige van der Westhuizen                                                                                     |
| Universalstartplatz                 | 1      | Slowenien          | Neža Klančar                                                                                                 |
| Universalstartplatz                 | 1      | Sudan              | Rana Saadeldin                                                                                               |
| Universalstartplatz                 | 1      | Uganda             | Gloria Muzito                                                                                                |
| Universalstartplatz                 | 1      | Zypern             | Kalia Antoniou                                                                                               |
| Gesamt                              | 29     | 24                 | 29 |

#### 200 m Freistil
- Schnellste Zeit im Qualifikationszeitraum:  Ariarne Titmus (1:52,23 min)
- Die Reihenfolge der Athletinnen innerhalb der jeweiligen Nationen gibt die Reihenfolge der geschwommenen Zeiten wieder.
- Pro Nation durften maximal zwei Athletinnen an den Start gehen, sofern beide die Olympische Normzeit (OQT) geschwommen waren. Nominierte Sportlerinnen sind fett markiert.

| Qualifikationsstandard                  | Plätze | Qualifizierte                | Qualifizierte |
| Qualifikationsstandard                  | Plätze | Nation                       | Athleten |
| --------------------------------------- | ------ | ---------------------------- | --- |
| Olympische Normzeit (OQT): 1:57,26 min  | 2      | Australien                   | zwei aus: Ariarne Titmus Mollie O’Callaghan Lani Pallister Brianna Throssell Kaylee McKeown Madison Wilson Shayna Jack Kiah Melverton Jenna Forrester Jamie Perkins |
| Olympische Normzeit (OQT): 1:57,26 min  | 2      | China                        | zwei aus: Yang Junxuan Li Bingjie Liu Yaxin Tang Muhan Ai Yanhan Ge Chutong Kong Yaqi                                                                               |
| Olympische Normzeit (OQT): 1:57,26 min  | 0      | Großbritannien               | zwei aus: Freya Anderson Freya Colbert Abbie Wood |
| Olympische Normzeit (OQT): 1:57,26 min  | 2      | Ungarn                       | Nikolett Pádár Minna Ábrahám |
| Olympische Normzeit (OQT): 1:57,26 min  | 2      | Vereinigte Staaten           | zwei aus: Katie Ledecky Claire Weinstein Bella Sims Erin Gemmell Alex Shackell Leah Smith Anna Peplowski Paige Madden                                               |
| Olympische Normzeit (OQT): 1:57,26 min  | 1      | Belgien                      | Valentine Dumont |
| Olympische Normzeit (OQT): 1:57,26 min  | 1      | Brasilien                    | Maria Fernanda Costa |
| Olympische Normzeit (OQT): 1:57,26 min  | 1      | Deutschland                  | Isabel Gose Julia Mrozinski |
| Olympische Normzeit (OQT): 1:57,26 min  | 1      | Hongkong                     | Siobhan Bernadette Haughey |
| Olympische Normzeit (OQT): 1:57,26 min  | 1      | Kanada                       | Summer McIntosh Mary-Sophie Harvey |
| Olympische Normzeit (OQT): 1:57,26 min  | 1      | Neuseeland                   | Erika Fairweather |
| Olympische Normzeit (OQT): 1:57,26 min  | 0      | Niederlande                  | Marrit Steenbergen |
| Olympische Normzeit (OQT): 1:57,26 min  | 1      | Südafrika                    | Aimee Canny |
| Olympische Normzeit (OQT): 1:57,26 min  | 1      | Tschechien                   | Barbora Seemanová |
| Olympische Basiszeit (OCT): 1:57,85 min | 1      | Island                       | Snæfríður Jórunnardóttir |
| Universalstartplatz                     | 1      | Ägypten                      | Lojine Abdalla Salah |
| Universalstartplatz                     | 1      | Albanien                     | Kaltra Meça |
| Universalstartplatz                     | 1      | Honduras                     | Julimar Ávila |
| Universalstartplatz                     | 1      | Indien                       | Dhinidhi Desinghu |
| Universalstartplatz                     | 1      | Israel                       | Lea Polonsky |
| Universalstartplatz                     | 1      | Kuba                         | Andrea Becali |
| Universalstartplatz                     | 1      | Laos                         | Ariana Dirkzwager |
| Universalstartplatz                     | 1      | Mongolei                     | Batbajaryn Enchchüslen |
| Universalstartplatz                     | 1      | Nepal                        | Duana Lama |
| Universalstartplatz                     | 1      | Pakistan                     | Jehanara Nabi |
| Universalstartplatz                     | 1      | Rumänien                     | Rebecca-Aimee Diaconescu |
| Universalstartplatz                     | 1      | Saudi-Arabien                | Mashael al-Ayed |
| Universalstartplatz                     | 1      | Venezuela                    | María Yegres |
| Universalstartplatz                     | 1      | Vereinigte Arabische Emirate | Maha al-Shehhi |
| Gesamt                                  | 31     | 27                           | 31 |

#### 400 m Freistil
- Schnellste Zeit im Qualifikationszeitraum:  Ariarne Titmus (3:55,38 min)
- Die Reihenfolge der Athletinnen innerhalb der jeweiligen Nationen gibt die Reihenfolge der geschwommenen Zeiten wieder.
- Pro Nation durften maximal zwei Athletinnen an den Start gehen, sofern beide die Olympische Normzeit (OQT) geschwommen waren. Nominierte Sportlerinnen sind fett markiert.

| Qualifikationsstandard                  | Plätze | Qualifizierte                | Qualifizierte |
| Qualifikationsstandard                  | Plätze | Nation                       | Athleten |
| --------------------------------------- | ------ | ---------------------------- | --- |
| Olympische Normzeit (OQT): 4:07,90 min  | 2      | Australien                   | zwei aus: Ariarne Titmus Lani Pallister Kiah Melverton Jamie Perkins                                                           |
| Olympische Normzeit (OQT): 4:07,90 min  | 2      | Brasilien                    | Maria Fernanda Costa Gabrielle Roncatto                                                                                        |
| Olympische Normzeit (OQT): 4:07,90 min  | 2      | China                        | zwei aus: Li Bingjie Liu Yaxin Yang Peiqi Ma Yonghui Gao Weizhong                                                              |
| Olympische Normzeit (OQT): 4:07,90 min  | 2      | Deutschland                  | Isabel Gose Leonie Märtens |
| Olympische Normzeit (OQT): 4:07,90 min  | 2      | Neuseeland                   | Erika Fairweather Eve Thomas                                                                                                   |
| Olympische Normzeit (OQT): 4:07,90 min  | 2      | Vereinigte Staaten           | zwei aus: Katie Ledecky Bella Sims Leah Smith Claire Weinstein Paige Madden Katie Grimes Jillian Cox Erin Gemmell Rachel Stege |
| Olympische Normzeit (OQT): 4:07,90 min  | 1      | Belgien                      | Valentine Dumont |
| Olympische Normzeit (OQT): 4:07,90 min  | 1      | Frankreich                   | Anastasiia Kirpichnikova |
| Olympische Normzeit (OQT): 4:07,90 min  | 1      | Japan                        | Miyu Namba Waka Kobori |
| Olympische Normzeit (OQT): 4:07,90 min  | 1      | Kanada                       | zwei aus: Summer McIntosh Mary-Sophie Harvey Ella Jansen                                                                       |
| Olympische Normzeit (OQT): 4:07,90 min  | 1      | Ungarn                       | Ajna Késely |
| Olympische Normzeit (OQT): 4:07,90 min  | 0      | Großbritannien               | Freya Colbert |
| Olympische Normzeit (OQT): 4:07,90 min  | 0      | Hongkong                     | Siobhan Bernadette Haughey |
| Olympische Normzeit (OQT): 4:07,90 min  | 0      | Italien                      | Simona Quadarella |
| Olympische Normzeit (OQT): 4:07,90 min  | 0      | Tschechien                   | Barbora Seemanová |
| Olympische Basiszeit (OCT): 4:09,14 min | 1      | Argentinien                  | Agostina Hein |
| Universalstartplatz                     | 1      | Amerikanische Jungferninseln | Natalia Kuipers |
| Universalstartplatz                     | 1      | Jordanien                    | Karin Belbeisi |
| Universalstartplatz                     | 1      | Usbekistan                   | Anastasiya Zelinskaya |
| Gesamt                                  | 21     | 15                           | 23 |

#### 800 m Freistil
- Schnellste Zeit im Qualifikationszeitraum:  Katie Ledecky (8:07,07 min)
- Die Reihenfolge der Athletinnen innerhalb der jeweiligen Nationen gibt die Reihenfolge der geschwommenen Zeiten wieder.
- Pro Nation durften maximal zwei Athletinnen an den Start gehen, sofern beide die Olympische Normzeit (OQT) geschwommen waren. Nominierte Sportlerinnen sind fett markiert.

| Qualifikationsstandard                  | Plätze | Qualifizierte      | Qualifizierte                                                                                            |
| Qualifikationsstandard                  | Plätze | Nation             | Athleten                                                                                                 |
| --------------------------------------- | ------ | ------------------ | --- |
| Olympische Normzeit (OQT): 8:26,71 min  | 2      | Australien         | zwei aus: Ariarne Titmus Lani Pallister Kiah Melverton                                                   |
| Olympische Normzeit (OQT): 8:26,71 min  | 2      | Neuseeland         | Erika Fairweather Eve Thomas                                                                             |
| Olympische Normzeit (OQT): 8:26,71 min  | 2      | Vereinigte Staaten | zwei aus: Katie Ledecky Paige Madden Jillian Cox Claire Weinstein Leah Smith Katie Grimes Kensey McMahon |
| Olympische Normzeit (OQT): 8:26,71 min  | 1      | China              | Li Bingjie                                                                                               |
| Olympische Normzeit (OQT): 8:26,71 min  | 1      | Deutschland        | Isabel Gose                                                                                              |
| Olympische Normzeit (OQT): 8:26,71 min  | 1      | Frankreich         | Anastasiia Kirpichnikova                                                                                 |
| Olympische Normzeit (OQT): 8:26,71 min  | 1      | Italien            | Simona Quadarella                                                                                        |
| Olympische Normzeit (OQT): 8:26,71 min  | 1      | Ungarn             | Ajna Késely                                                                                              |
| Olympische Basiszeit (OCT): 8:29,24 min | 1      | Argentinien        | Agostina Hein                                                                                            |
| Olympische Basiszeit (OCT): 8:29,24 min | 1      | Brasilien          | Maria Fernanda Costa                                                                                     |
| Universalstartplatz                     | 1      | Chile              | Kristel Köbrich                                                                                          |
| Universalstartplatz                     | 1      | Nordmazedonien     | Eva Petrovska                                                                                            |
| Universalstartplatz                     | 1      | Singapur           | Gan Ching Hwee                                                                                           |
| Universalstartplatz                     | 1      | Tunesien           | Jamila Boulakbech                                                                                        |
| Gesamt                                  | 17     | 14                 | 17 |

#### 1500 m Freistil
- Schnellste Zeit im Qualifikationszeitraum:  Katie Ledecky (15:26,27 min)
- Die Reihenfolge der Athletinnen innerhalb der jeweiligen Nationen gibt die Reihenfolge der geschwommenen Zeiten wieder.
- Pro Nation durften maximal zwei Athletinnen an den Start gehen, sofern beide die Olympische Normzeit (OQT) geschwommen waren. Nominierte Sportlerinnen sind fett markiert.

| Qualifikationsstandard                   | Plätze | Qualifizierte      | Qualifizierte                                       |
| Qualifikationsstandard                   | Plätze | Nation             | Athleten                                            |
| ---------------------------------------- | ------ | ------------------ | --------------------------------------------------- |
| Olympische Normzeit (OQT): 16:09,09 min  | 2      | Australien         | Lani Pallister Moesha Johnson                       |
| Olympische Normzeit (OQT): 16:09,09 min  | 2      | China              | Li Bingjie Gao Weizhong                             |
| Olympische Normzeit (OQT): 16:09,09 min  | 2      | Deutschland        | Isabel Gose Leonie Märtens                          |
| Olympische Normzeit (OQT): 16:09,09 min  | 2      | Italien            | Simona Quadarella Ginevra Taddeucci                 |
| Olympische Normzeit (OQT): 16:09,09 min  | 2      | Vereinigte Staaten | zwei aus: Katie Ledecky Katie Grimes Kensey McMahon |
| Olympische Normzeit (OQT): 16:09,09 min  | 1      | Brasilien          | Beatriz Dizotti                                     |
| Olympische Normzeit (OQT): 16:09,09 min  | 1      | Frankreich         | Anastasiia Kirpichnikova                            |
| Olympische Normzeit (OQT): 16:09,09 min  | 0      | Japan              | Airi Ebina                                          |
| Olympische Normzeit (OQT): 16:09,09 min  | 1      | Neuseeland         | Eve Thomas                                          |
| Olympische Normzeit (OQT): 16:09,09 min  | 1      | Ungarn             | Vivien Jackl                                        |
| Olympische Basiszeit (OCT): 16:13,94 min | 1      | Chile              | Kristel Köbrich                                     |
| Olympische Basiszeit (OCT): 16:13,94 min | 1      | Singapur           | Gan Ching Hwee                                      |
| Universalstartplatz                      | 1      | Malta              | Sasha Gatt                                          |
| Gesamt                                   | 17     | 11                 | 17                                                  |

#### 100 m Rücken
- Schnellste Zeit im Qualifikationszeitraum:  Kaylee McKeown (57,33 s)
- Die Reihenfolge der Athletinnen innerhalb der jeweiligen Nationen gibt die Reihenfolge der geschwommenen Zeiten wieder.
- Pro Nation durften maximal zwei Athletinnen an den Start gehen, sofern beide die Olympische Normzeit (OQT) geschwommen waren. Nominierte Sportlerinnen sind fett markiert.

| Qualifikationsstandard                  | Plätze | Qualifizierte                  | Qualifizierte |
| Qualifikationsstandard                  | Plätze | Nation                         | Athleten |
| --------------------------------------- | ------ | ------------------------------ | --- |
| Olympische Normzeit (OQT): 59,99 s      | 2      | Australien                     | zwei aus: Kaylee McKeown Mollie O’Callaghan Iona Anderson Jaclyn Barclay Madison Wilson Hannah Fredericks                                                                                         |
| Olympische Normzeit (OQT): 59,99 s      | 2      | China                          | zwei aus: Wan Letian Wang Xueer Peng Xuwei |
| Olympische Normzeit (OQT): 59,99 s      | 2      | Frankreich                     | zwei aus: Pauline Mahieu Mary-Ambre Moluh Analia Pigrée Béryl Gastaldello Emma Terebo |
| Olympische Normzeit (OQT): 59,99 s      | 2      | Großbritannien                 | zwei aus: Lauren Cox Medi Harris Kathleen Dawson |
| Olympische Normzeit (OQT): 59,99 s      | 2      | Kanada                         | zwei aus: Kylie Masse Ingrid Wilm Taylor Ruck Margaret Mac Neil Summer McIntosh |
| Olympische Normzeit (OQT): 59,99 s      | 2      | Niederlande                    | Maaike de Waard Kira Toussaint |
| Olympische Normzeit (OQT): 59,99 s      | 2      | Vereinigte Staaten             | zwei aus: Regan Smith Katharine Berkoff Claire Curzan Olivia Smoliga Isabelle Stadden Kennedy Noble Rhyan White Phoebe Bacon Josephine Fuller Teagan O’Dell Leah Shackley Erika Pelaez Amy Fulmer |
| Olympische Normzeit (OQT): 59,99 s      | 1      | Individuelle Neutrale Athleten | Anastassija Schkurdaj |
| Olympische Normzeit (OQT): 59,99 s      | 1      | Irland                         | Danielle Hill |
| Olympische Normzeit (OQT): 59,99 s      | 0      | Israel                         | Anastasia Gorbenko |
| Olympische Normzeit (OQT): 59,99 s      | 1      | Belgien                        | Roos Vanotterdijk |
| Olympische Normzeit (OQT): 59,99 s      | 1      | Polen                          | Adela Piskorska |
| Olympische Normzeit (OQT): 59,99 s      | 1      | Schweden                       | Louise Hansson |
| Olympische Normzeit (OQT): 59,99 s      | 1      | Spanien                        | Carmen Weiler |
| Olympische Basiszeit (OCT): 1:00,29 min | 0      | —                              | — |
| Universalstartplatz                     | 1      | Bahrain                        | Amani Al-Obaidli |
| Universalstartplatz                     | 1      | Bermuda                        | Emma Harvey |
| Universalstartplatz                     | 1      | Bulgarien                      | Gabriela Georgiewa |
| Universalstartplatz                     | 1      | Dominikanische Republik        | Elizabeth Jiménez |
| Universalstartplatz                     | 1      | El Salvador                    | Celina Márquez |
| Universalstartplatz                     | 1      | Guatemala                      | Lucero Mejía |
| Universalstartplatz                     | 1      | Hongkong                       | Sum Yuet Cindy Cheung |
| Universalstartplatz                     | 1      | Israel                         | Aviv Barzelay |
| Universalstartplatz                     | 1      | Kasachstan                     | Xenija Ignatowa |
| Universalstartplatz                     | 1      | Libyen                         | Maleek Al-Mukhtar |
| Universalstartplatz                     | 1      | Mexiko                         | Celia Pulido |
| Universalstartplatz                     | 1      | Mosambik                       | Denise Donelli |
| Universalstartplatz                     | 1      | Sri Lanka                      | Ganga Seneviratne |
| Universalstartplatz                     | 1      | Trinidad und Tobago            | Zuri Ferguson |
| Universalstartplatz                     | 1      | Turkmenistan                   | Aýnura Primowa |
| Universalstartplatz                     | 1      | Ukraine                        | Nika Scharafutdinowa |
| Gesamt                                  | 36     | 29                             | 36 |

#### 200 m Rücken
- Schnellste Zeit im Qualifikationszeitraum:  Kaylee McKeown (2:03,30 min)
- Die Reihenfolge der Athletinnen innerhalb der jeweiligen Nationen gibt die Reihenfolge der geschwommenen Zeiten wieder.
- Pro Nation durften maximal zwei Athletinnen an den Start gehen, sofern beide die Olympische Normzeit (OQT) geschwommen waren. Nominierte Sportlerinnen sind fett markiert.

| Qualifikationsstandard                  | Plätze | Qualifizierte                  | Qualifizierte |
| Qualifikationsstandard                  | Plätze | Nation                         | Athleten |
| --------------------------------------- | ------ | ------------------------------ | --- |
| Olympische Normzeit (OQT): 2:10,39 min  | 2      | Australien                     | zwei aus: Kaylee McKeown Jaclyn Barclay Hannah Fredericks Jenna Forrester Mollie O’Callaghan |
| Olympische Normzeit (OQT): 2:10,39 min  | 2      | Frankreich                     | Emma Terebo Pauline Mahieu |
| Olympische Normzeit (OQT): 2:10,39 min  | 2      | Großbritannien                 | zwei aus: Katie Shanahan Honey Osrin Freya Colbert Holy McGill Kathleen Dawson |
| Olympische Normzeit (OQT): 2:10,39 min  | 2      | Israel                         | Anastasia Gorbenko Aviv Barzelay |
| Olympische Normzeit (OQT): 2:10,39 min  | 2      | Kanada                         | zwei aus: Kylie Masse Summer McIntosh Regan Rathwell Ingrid Wilm |
| Olympische Normzeit (OQT): 2:10,39 min  | 2      | Polen                          | Laura Bernat Adela Piskorska |
| Olympische Normzeit (OQT): 2:10,39 min  | 2      | Spanien                        | Carmen Weiler África Zamorano |
| Olympische Normzeit (OQT): 2:10,39 min  | 2      | Ungarn                         | zwei aus: Eszter Szabó-Feltóthy Dóra Molnár Katalin Burián |
| Olympische Normzeit (OQT): 2:10,39 min  | 2      | Vereinigte Staaten             | zwei aus: Regan Smith Claire Curzan Rhyan White Kennedy Noble Phoebe Bacon Katie Grimes Teagan O’Dell Isabelle Stadden Reilly Tiltmann Leah Shackley Josephine Fuller Olivia Bray Jojo Ramey Anna Peplowski Lilla Bognar |
| Olympische Normzeit (OQT): 2:10,39 min  | 1      | Individuelle Neutrale Athleten | Anastassija Schkurdaj |
| Olympische Normzeit (OQT): 2:10,39 min  | 1      | Bulgarien                      | Gabriela Georgiewa |
| Olympische Normzeit (OQT): 2:10,39 min  | 1      | China                          | zwei aus: Peng Xuwei Liu Yaxin Zhang Jingyan Sun Mingxia |
| Olympische Normzeit (OQT): 2:10,39 min  | 1      | Hongkong                       | Sum Yuet Cindy Cheung |
| Olympische Normzeit (OQT): 2:10,39 min  | 1      | Italien                        | Margherita Panziera Erika Gaetani |
| Olympische Normzeit (OQT): 2:10,39 min  | 0      | Japan                          | Rio Shirai |
| Olympische Normzeit (OQT): 2:10,39 min  | 1      | Portugal                       | Camila Rebelo |
| Olympische Normzeit (OQT): 2:10,39 min  | 1      | Südkorea                       | Lee Eun-ji |
| Olympische Basiszeit (OCT): 2:11,04 min | 0      | —                              | — |
| Universalstartplatz                     | 1      | Mauritius                      | Anishta Teeluck |
| Universalstartplatz                     | 1      | Moldau                         | Tatiana Salcuțan |
| Gesamt                                  | 27     | 18                             | 27 |

#### 100 m Brust
- Schnellste Zeit im Qualifikationszeitraum:  Rūta Meilutytė (1:04,62 min)
- Die Reihenfolge der Athletinnen innerhalb der jeweiligen Nationen gibt die Reihenfolge der geschwommenen Zeiten wieder.
- Pro Nation durften maximal zwei Athletinnen an den Start gehen, sofern beide die Olympische Normzeit (OQT) geschwommen waren.

| Qualifikationsstandard                  | Plätze | Qualifizierte                  | Qualifizierte                                                                 |
| Qualifikationsstandard                  | Plätze | Nation                         | Athleten                                                                      |
| --------------------------------------- | ------ | ------------------------------ | ----------------------------------------------------------------------------- |
| Olympische Normzeit (OQT): 1:06,79 min  | 2      | China                          | Tang Qianting Yang Chang                                                      |
| Olympische Normzeit (OQT): 1:06,79 min  | 2      | Italien                        | zwei aus: Benedetta Pilato Lisa Angiolini Martina Carraro Arianna Castiglioni |
| Olympische Normzeit (OQT): 1:06,79 min  | 2      | Japan                          | Reona Aoki Satomi Suzuki                                                      |
| Olympische Normzeit (OQT): 1:06,79 min  | 2      | Litauen                        | Rūta Meilutytė Kotryna Teterevkova                                            |
| Olympische Normzeit (OQT): 1:06,79 min  | 2      | Vereinigte Staaten             | zwei aus: Lilly King Lydia Jacoby Kaitlyn Dobler Emma Weber Kate Douglass     |
| Olympische Normzeit (OQT): 1:06,79 min  | 1      | Argentinien                    | Macarena Ceballos                                                             |
| Olympische Normzeit (OQT): 1:06,79 min  | 1      | Kanada                         | zwei aus: Alexanne Lepage Shona Branton Sophie Angus                          |
| Olympische Normzeit (OQT): 1:06,79 min  | 1      | Estland                        | Eneli Jefimova                                                                |
| Olympische Normzeit (OQT): 1:06,79 min  | 1      | Deutschland                    | Anna Elendt                                                                   |
| Olympische Normzeit (OQT): 1:06,79 min  | 1      | Großbritannien                 | Angharad Evans                                                                |
| Olympische Normzeit (OQT): 1:06,79 min  | 1      | Individuelle Neutrale Athleten | Alina Smuschka                                                                |
| Olympische Normzeit (OQT): 1:06,79 min  | 1      | Irland                         | Mona McSharry                                                                 |
| Olympische Normzeit (OQT): 1:06,79 min  | 1      | Israel                         | Anastasia Gorbenko                                                            |
| Olympische Normzeit (OQT): 1:06,79 min  | 1      | Niederlande                    | Tes Schouten                                                                  |
| Olympische Normzeit (OQT): 1:06,79 min  | 1      | Polen                          | Dominika Sztandera                                                            |
| Olympische Normzeit (OQT): 1:06,79 min  | 1      | Singapur                       | Letitia Sim                                                                   |
| Olympische Normzeit (OQT): 1:06,79 min  | 1      | Südafrika                      | Tatjana Schoenmaker                                                           |
| Olympische Normzeit (OQT): 1:06,79 min  | 1      | Schweden                       | Sophie Hansson                                                                |
| Olympische Basiszeit (OCT): 1:07,12 min | 1      | Australien                     | Jenna Strauch                                                                 |
| Olympische Basiszeit (OCT): 1:07,12 min | 1      | Spanien                        | Jessica Vall                                                                  |
| Olympische Basiszeit (OCT): 1:07,12 min | 1      | Schweiz                        | Lisa Mamié                                                                    |
| Olympische Basiszeit (OCT): 1:07,12 min | 1      | Tschechien                     | Kristýna Horská                                                               |
| Universalstartplatz                     | 1      | Antigua und Barbuda            | Ellie Shaw                                                                    |
| Universalstartplatz                     | 1      | Cookinseln                     | Lanihei Connolly                                                              |
| Universalstartplatz                     | 1      | Finnland                       | Ida Hulkko                                                                    |
| Universalstartplatz                     | 1      | Gambia                         | Aminata Barrow                                                                |
| Universalstartplatz                     | 1      | Kolumbien                      | Stefania Gómez                                                                |
| Universalstartplatz                     | 1      | Kuwait                         | Lara Dashti                                                                   |
| Universalstartplatz                     | 1      | Libanon                        | Lynn el-Hajj                                                                  |
| Universalstartplatz                     | 1      | Malaysia                       | Tan Rouxin                                                                    |
| Universalstartplatz                     | 1      | Marokko                        | Imane Houda el-Barodi                                                         |
| Universalstartplatz                     | 1      | Panama                         | Emily Santos                                                                  |
| Gesamt                                  | 37     | 32                             | 37                                                                            |

#### 200 m Brust
- Schnellste Zeit im Qualifikationszeitraum:  Tatjana Schoenmaker (2:19,01 min)
- Die Reihenfolge der Athletinnen innerhalb der jeweiligen Nationen gibt die Reihenfolge der geschwommenen Zeiten wieder.
- Pro Nation durften maximal zwei Athletinnen an den Start gehen, sofern beide die Olympische Normzeit (OQT) geschwommen waren.

| Qualifikationsstandard                  | Plätze | Qualifizierte                  | Qualifizierte                                                |
| Qualifikationsstandard                  | Plätze | Nation                         | Athleten                                                     |
| --------------------------------------- | ------ | ------------------------------ | ------------------------------------------------------------ |
| Olympische Normzeit (OQT): 2:23,91 min  | 2      | Australien                     | Jenna Strauch Abbey Harkin                                   |
| Olympische Normzeit (OQT): 2:23,91 min  | 2      | Kanada                         | Sydney Pickrem Kelsey Wog                                    |
| Olympische Normzeit (OQT): 2:23,91 min  | 2      | Südafrika                      | Tatjana Schoenmaker Kaylene Corbett                          |
| Olympische Normzeit (OQT): 2:23,91 min  | 2      | Vereinigte Staaten             | Kate Douglass Lilly King                                     |
| Olympische Normzeit (OQT): 2:23,91 min  | 1      | China                          | Ye Shiwen                                                    |
| Olympische Normzeit (OQT): 2:23,91 min  | 1      | Dänemark                       | Thea Blomsterberg                                            |
| Olympische Normzeit (OQT): 2:23,91 min  | 1      | Irland                         | Mona McSharry                                                |
| Olympische Normzeit (OQT): 2:23,91 min  | 1      | Italien                        | Francesca Fangio                                             |
| Olympische Normzeit (OQT): 2:23,91 min  | 1      | Japan                          | zwei aus: Runa Imai Satomi Suzuki Kanako Watanabe Reona Aoki |
| Olympische Normzeit (OQT): 2:23,91 min  | 1      | Litauen                        | Kotryna Teterevkova                                          |
| Olympische Normzeit (OQT): 2:23,91 min  | 1      | Niederlande                    | Tes Schouten                                                 |
| Olympische Normzeit (OQT): 2:23,91 min  | 1      | Tschechien                     | Kristýna Horská                                              |
| Olympische Basiszeit (OCT): 2:24,63 min | 1      | Individuelle Neutrale Athleten | Alina Smuschka                                               |
| Olympische Basiszeit (OCT): 2:24,63 min | 1      | Argentinien                    | Macarena Ceballos                                            |
| Olympische Basiszeit (OCT): 2:24,63 min | 1      | Singapur                       | Letitia Sim                                                  |
| Olympische Basiszeit (OCT): 2:24,63 min | 1      | Spanien                        | Jessica Vall                                                 |
| Olympische Basiszeit (OCT): 2:24,63 min | 1      | Schweden                       | Sophie Hansson                                               |
| Olympische Basiszeit (OCT): 2:24,63 min | 1      | Schweiz                        | Lisa Mamié                                                   |
| Universalstartplatz                     | 1      | Estland                        | Eneli Jefimova                                               |
| Gesamt                                  | 23     | 19                             | 23                                                           |

#### 100 m Schmetterling
- Schnellste Zeit im Qualifikationszeitraum:  Torri Huske (55,68 s)
- Die Reihenfolge der Athletinnen innerhalb der jeweiligen Nationen gibt die Reihenfolge der geschwommenen Zeiten wieder.
- Pro Nation durften maximal zwei Athletinnen an den Start gehen, sofern beide die Olympische Normzeit (OQT) geschwommen waren.

| Qualifikationsstandard              | Plätze | Qualifizierte           | Qualifizierte |
| Qualifikationsstandard              | Plätze | Nation                  | Athleten |
| ----------------------------------- | ------ | ----------------------- | --- |
| Olympische Normzeit (OQT): 57,92 s  | 2      | Australien              | zwei aus: Emma McKeon Brianna Throssell Alexandria Perkins Lily Price                                                             |
| Olympische Normzeit (OQT): 57,92 s  | 1      | China                   | zwei aus: Zhang Yufei Yu Yiting Wang Yichun                                                                                       |
| Olympische Normzeit (OQT): 57,92 s  | 2      | Griechenland            | Anna Doudounaki Georgia Damasioti                                                                                                 |
| Olympische Normzeit (OQT): 57,92 s  | 2      | Italien                 | Costanza Cocconcelli Viola Scotto di Carlo                                                                                        |
| Olympische Normzeit (OQT): 57,92 s  | 2      | Japan                   | zwei aus: Mizuki Hirai Rikako Ikee Shiho Matsumoto Ai Soma Natsuki Hiroshita Chiharu Iitsuka                                      |
| Olympische Normzeit (OQT): 57,92 s  | 2      | Kanada                  | zwei aus: Margaret Mac Neil Summer McIntosh Mary-Sophie Harvey Katerine Savard Rebecca Smith                                      |
| Olympische Normzeit (OQT): 57,92 s  | 2      | Vereinigte Staaten      | zwei aus: Torri Huske Gretchen Walsh Regan Smith Kate Douglass Claire Curzan Kelly Pash Alexandra Walsh Alex Shackell Olivia Bray |
| Olympische Normzeit (OQT): 57,92 s  | 1      | Belgien                 | Roos Vanotterdijk |
| Olympische Normzeit (OQT): 57,92 s  | 1      | Bosnien und Herzegowina | Lana Pudar |
| Olympische Normzeit (OQT): 57,92 s  | 1      | Deutschland             | Angelina Köhler |
| Olympische Normzeit (OQT): 57,92 s  | 1      | Frankreich              | Marie Wattel |
| Olympische Normzeit (OQT): 57,92 s  | 1      | Großbritannien          | Keanna MacInnes |
| Olympische Normzeit (OQT): 57,92 s  | 1      | Niederlande             | Tessa Giele |
| Olympische Normzeit (OQT): 57,92 s  | 1      | Neuseeland              | Hazel Ouwehand |
| Olympische Normzeit (OQT): 57,92 s  | 1      | Schweden                | Louise Hansson |
| Olympische Normzeit (OQT): 57,92 s  | 1      | Südafrika               | Erin Gallagher |
| Olympische Normzeit (OQT): 57,92 s  | 1      | Tschechien              | Barbora Seemanová |
| Olympische Basiszeit (OCT): 58,21 s | 1      | Dänemark                | Helena Rosendahl Bach |
| Olympische Basiszeit (OCT): 58,21 s | 1      | Irland                  | Ellen Walshe |
| Olympische Basiszeit (OCT): 58,21 s | 1      | Spanien                 | Laura Cabanes |
| Universalstartplatz                 | 1      | Armenien                | Warsenik Manutscharjan |
| Universalstartplatz                 | 1      | Eswatini                | Hayley Hoy |
| Universalstartplatz                 | 1      | Georgien                | Ana Nischaradse |
| Universalstartplatz                 | 1      | Nicaragua               | Maria Schutzmeier |
| Universalstartplatz                 | 1      | Paraguay                | Luana Alonso |
| Universalstartplatz                 | 1      | Senegal                 | Oumy Diop |
| Gesamt                              | 32     | 26                      | 32 |

#### 200 m Schmetterling
- Schnellste Zeit im Qualifikationszeitraum:  Summer McIntosh (2:04,06 min)
- Die Reihenfolge der Athletinnen innerhalb der jeweiligen Nationen gibt die Reihenfolge der geschwommenen Zeiten wieder.
- Pro Nation durften maximal zwei Athletinnen an den Start gehen, sofern beide die Olympische Normzeit (OQT) geschwommen waren.

| Qualifikationsstandard                  | Plätze | Qualifizierte           | Qualifizierte |
| Qualifikationsstandard                  | Plätze | Nation                  | Athleten |
| --------------------------------------- | ------ | ----------------------- | --- |
| Olympische Normzeit (OQT): 2:08,43 min  | 2      | Australien              | zwei aus: Elizabeth Dekkers Abbey Connor Brianna Throssell Bella Grant                                                   |
| Olympische Normzeit (OQT): 2:08,43 min  | 2      | China                   | Zwei aus: Zhang Yufei Chen Luying Gong Zhenqui Yu Liyan                                                                  |
| Olympische Normzeit (OQT): 2:08,43 min  | 2      | Großbritannien          | zwei aus: Laura Stephens Keanna MacInnes Emily Large                                                                     |
| Olympische Normzeit (OQT): 2:08,43 min  | 2      | Japan                   | zwei aus: Airi Mitsui Hiroko Makino Chiho Mizuguchi                                                                      |
| Olympische Normzeit (OQT): 2:08,43 min  | 2      | Vereinigte Staaten      | zwei aus: Regan Smith Lindsay Looney Dakota Luther Rachel Klinker Alex Shackell Kelly Pash Emma Sticklen Hali Flickinger |
| Olympische Normzeit (OQT): 2:08,43 min  | 1      | Bosnien und Herzegowina | Lana Pudar |
| Olympische Normzeit (OQT): 2:08,43 min  | 1      | Dänemark                | Helena Rosendahl Bach |
| Olympische Normzeit (OQT): 2:08,43 min  | 1      | Kanada                  | Summer McIntosh |
| Olympische Normzeit (OQT): 2:08,43 min  | 1      | Ungarn                  | Boglárka Kapás |
| Olympische Basiszeit (OCT): 2:09,07 min | 1      | Griechenland            | Georgia Damasioti |
| Olympische Basiszeit (OCT): 2:09,07 min | 1      | Serbien                 | Anja Crevar |
| Olympische Basiszeit (OCT): 2:09,07 min | 1      | Spanien                 | Laura Cabanes |
| Universalstartplätze                    | 1      | Angola                  | Lia Lima |
| Universalstartplätze                    | 1      | Costa Rica              | Alondra Ortíz |
| Gesamt                                  | 19     | 14                      | 19 |

#### 200 m Lagen
- Schnellste Zeit im Qualifikationszeitraum:  Summer McIntosh (2:06,89 min)
- Die Reihenfolge der Athletinnen innerhalb der jeweiligen Nationen gibt die Reihenfolge der geschwommenen Zeiten wieder.
- Pro Nation durften maximal zwei Athletinnen an den Start gehen, sofern beide die Olympische Normzeit (OQT) geschwommen waren.

| Qualifikationsstandard                  | Plätze | Qualifizierte      | Qualifizierte                                                               |
| Qualifikationsstandard                  | Plätze | Nation             | Athleten                                                                    |
| --------------------------------------- | ------ | ------------------ | --------------------------------------------------------------------------- |
| Olympische Normzeit (OQT): 2:11,47 min  | 2      | Australien         | zwei aus: Kaylee McKeown Jenna Forrester Ella Ramsay                        |
| Olympische Normzeit (OQT): 2:11,47 min  | 2      | Kanada             | zwei aus: Summer McIntosh Sydney Pickrem Mary-Sophie Harvey Ashley McMillan |
| Olympische Normzeit (OQT): 2:11,47 min  | 2      | China              | Yu Yiting Ye Shiwen                                                         |
| Olympische Normzeit (OQT): 2:11,47 min  | 2      | Großbritannien     | zwei aus: Katie Shanahan Abbie Wood Freya Colbert                           |
| Olympische Normzeit (OQT): 2:11,47 min  | 2      | Israel             | Anastasia Gorbenko Lea Polonsky                                             |
| Olympische Normzeit (OQT): 2:11,47 min  | 2      | Japan              | zwei aus: Yui Ōhashi Shiho Matsumoto Mio Narita                             |
| Olympische Normzeit (OQT): 2:11,47 min  | 2      | Vereinigte Staaten | zwei aus: Kate Douglass Alexandra Walsh Torri Huske Regan Smith Leah Hayes  |
| Olympische Normzeit (OQT): 2:11,47 min  | 1      | Frankreich         | Charlotte Bonnet                                                            |
| Olympische Normzeit (OQT): 2:11,47 min  | 1      | Irland             | Ellen Walshe                                                                |
| Olympische Normzeit (OQT): 2:11,47 min  | 1      | Italien            | Sara Franceschi                                                             |
| Olympische Normzeit (OQT): 2:11,47 min  | 1      | Niederlande        | Marrit Steenbergen                                                          |
| Olympische Normzeit (OQT): 2:11,47 min  | 1      | Spanien            | Emma Carrasco                                                               |
| Olympische Normzeit (OQT): 2:11,47 min  | 1      | Südafrika          | Rebecca Meder                                                               |
| Olympische Normzeit (OQT): 2:11,47 min  | 1      | Südkorea           | Kim Seo-yeong                                                               |
| Olympische Normzeit (OQT): 2:11,47 min  | 1      | Tschechien         | Barbora Seemanová                                                           |
| Olympische Normzeit (OQT): 2:11,47 min  | 1      | Ungarn             | Dalma Sebestyén                                                             |
| Olympische Basiszeit (OCT): 2:12,13 min | 0      | —                  |                                                                             |
| Universalstartplatz                     | 1      | Chinesisch Taipeh  | Han An-chi                                                                  |
| Universalstartplatz                     | 1      | Indonesien         | Azzahra Permatahani                                                         |
| Universalstartplatz                     | 1      | Lettland           | Ieva Maļuka                                                                 |
| Universalstartplatz                     | 1      | Kap Verde          | Jayla Pina                                                                  |
| Universalstartplatz                     | 1      | Österreich         | Lena Kreundl                                                                |
| Universalstartplatz                     | 1      | Palästina          | Valerie Tarazi                                                              |
| Universalstartplatz                     | 1      | Peru               | McKenna DeBever                                                             |
| Universalstartplatz                     | 1      | Puerto Rico        | Kristen Romano                                                              |
| Universalstartplatz                     | 1      | Slowakei           | Tamara Potocká                                                              |
| Universalstartplatz                     | 1      | Uruguay            | Nicole Frank                                                                |
| Universalstartplatz                     | 1      | Vietnam            | Võ Thị Mỹ Tiên                                                              |
| Gesamt                                  | 34     | 27                 | 34                                                                          |

#### 400 m Lagen
- Schnellste Zeit im Qualifikationszeitraum:  Summer McIntosh (4:24,38 min)
- Die Reihenfolge der Athletinnen innerhalb der jeweiligen Nationen gibt die Reihenfolge der geschwommenen Zeiten wieder.
- Pro Nation durften maximal zwei Athletinnen an den Start gehen, sofern beide die Olympische Normzeit (OQT) geschwommen waren. Nominierte Sportlerinnen sind fett markiert.

| Qualifikationsstandard                  | Plätze | Qualifizierte      | Qualifizierte                                                               |
| Qualifikationsstandard                  | Plätze | Nation             | Athleten                                                                    |
| --------------------------------------- | ------ | ------------------ | --------------------------------------------------------------------------- |
| Olympische Normzeit (OQT): 4:38,53 min  | 2      | Australien         | zwei aus: Kaylee McKeown Jenna Forrester Ella Ramsay                        |
| Olympische Normzeit (OQT): 4:38,53 min  | 2      | Großbritannien     | Freya Colbert Katie Shanahan                                                |
| Olympische Normzeit (OQT): 4:38,53 min  | 2      | Japan              | zwei aus: Mio Narita Ageha Tanigawa Waka Kobori                             |
| Olympische Normzeit (OQT): 4:38,53 min  | 2      | Kanada             | zwei aus: Summer McIntosh Mary-Sophie Harvey Ella Jansen Julie Brousseau    |
| Olympische Normzeit (OQT): 4:38,53 min  | 2      | Vereinigte Staaten | zwei aus: Katie Grimes Alexandra Walsh Emma Weyant Katie Ledecky Leah Hayes |
| Olympische Normzeit (OQT): 4:38,53 min  | 0      | China              | Yu Yiting                                                                   |
| Olympische Normzeit (OQT): 4:38,53 min  | 0      | Frankreich         | Fantine Lesaffre                                                            |
| Olympische Normzeit (OQT): 4:38,53 min  | 1      | Irland             | Ellen Walshe                                                                |
| Olympische Normzeit (OQT): 4:38,53 min  | 1      | Israel             | Anastasia Gorbenko                                                          |
| Olympische Normzeit (OQT): 4:38,53 min  | 1      | Italien            | Sara Franceschi                                                             |
| Olympische Normzeit (OQT): 4:38,53 min  | 1      | Spanien            | Emma Carrasco                                                               |
| Olympische Normzeit (OQT): 4:38,53 min  | 1      | Ungarn             | Vivien Jackl                                                                |
| Olympische Basiszeit (OCT): 4:39,92 min | 1      | Serbien            | Anja Crevar                                                                 |
| Universalstartplatz                     | 0      | —                  | —                                                                           |
| Gesamt                                  | 16     | 11                 | 16                                                                          |

## Staffel

### Männer

#### 4 × 100 m Freistil
| Qualifikationswettbewerb                                                                   | Datum               | Ort     | Plätze | Qualifizierte Staffeln |
| ------------------------------------------------------------------------------------------ | ------------------- | ------- | ------ | ---------------------- |
| Weltmeisterschaften 2023                                                                   | 14. – 30. Juli 2023 | Fukuoka | 3      | Australien             |
| Weltmeisterschaften 2023                                                                   | 14. – 30. Juli 2023 | Fukuoka | 3      | Italien                |
| Weltmeisterschaften 2023                                                                   | 14. – 30. Juli 2023 | Fukuoka | 3      | Vereinigte Staaten     |
| Zeitschnellste Staffeln, bei den Weltmeisterschaften 2023 und den Weltmeisterschaften 2024 |                     |         | 13     | China                  |
| Zeitschnellste Staffeln, bei den Weltmeisterschaften 2023 und den Weltmeisterschaften 2024 | Kanada              |         | 13     |                        |
| Zeitschnellste Staffeln, bei den Weltmeisterschaften 2023 und den Weltmeisterschaften 2024 | Großbritannien      |         | 13     |                        |
| Zeitschnellste Staffeln, bei den Weltmeisterschaften 2023 und den Weltmeisterschaften 2024 | Brasilien           |         | 13     |                        |
| Zeitschnellste Staffeln, bei den Weltmeisterschaften 2023 und den Weltmeisterschaften 2024 | Ungarn              |         | 13     |                        |
| Zeitschnellste Staffeln, bei den Weltmeisterschaften 2023 und den Weltmeisterschaften 2024 | Griechenland        |         | 13     |                        |
| Zeitschnellste Staffeln, bei den Weltmeisterschaften 2023 und den Weltmeisterschaften 2024 | Spanien             |         | 13     |                        |
| Zeitschnellste Staffeln, bei den Weltmeisterschaften 2023 und den Weltmeisterschaften 2024 | Serbien             |         | 13     |                        |
| Zeitschnellste Staffeln, bei den Weltmeisterschaften 2023 und den Weltmeisterschaften 2024 | Israel              |         | 13     |                        |
| Zeitschnellste Staffeln, bei den Weltmeisterschaften 2023 und den Weltmeisterschaften 2024 | Deutschland         |         | 13     |                        |
| Zeitschnellste Staffeln, bei den Weltmeisterschaften 2023 und den Weltmeisterschaften 2024 | Frankreich          |         | 13     |                        |
| Zeitschnellste Staffeln, bei den Weltmeisterschaften 2023 und den Weltmeisterschaften 2024 | Japan               |         | 13     |                        |
| Zeitschnellste Staffeln, bei den Weltmeisterschaften 2023 und den Weltmeisterschaften 2024 | Schweden            |         | 13     |                        |
| Gesamt                                                                                     | Gesamt              | Gesamt  | 16     | 16                     |

#### 4 × 200 m Freistil
| Qualifikationswettbewerb                                                                   | Datum               | Ort     | Plätze | Qualifizierte Staffeln |
| ------------------------------------------------------------------------------------------ | ------------------- | ------- | ------ | ---------------------- |
| Weltmeisterschaften 2023                                                                   | 14. – 30. Juli 2023 | Fukuoka | 3      | Großbritannien         |
| Weltmeisterschaften 2023                                                                   | 14. – 30. Juli 2023 | Fukuoka | 3      | Vereinigte Staaten     |
| Weltmeisterschaften 2023                                                                   | 14. – 30. Juli 2023 | Fukuoka | 3      | Australien             |
| Zeitschnellste Staffeln, bei den Weltmeisterschaften 2023 und den Weltmeisterschaften 2024 |                     |         | 13     | China                  |
| Zeitschnellste Staffeln, bei den Weltmeisterschaften 2023 und den Weltmeisterschaften 2024 | Südkorea            |         | 13     |                        |
| Zeitschnellste Staffeln, bei den Weltmeisterschaften 2023 und den Weltmeisterschaften 2024 | Frankreich          |         | 13     |                        |
| Zeitschnellste Staffeln, bei den Weltmeisterschaften 2023 und den Weltmeisterschaften 2024 | Italien             |         | 13     |                        |
| Zeitschnellste Staffeln, bei den Weltmeisterschaften 2023 und den Weltmeisterschaften 2024 | Deutschland         |         | 13     |                        |
| Zeitschnellste Staffeln, bei den Weltmeisterschaften 2023 und den Weltmeisterschaften 2024 | Brasilien           |         | 13     |                        |
| Zeitschnellste Staffeln, bei den Weltmeisterschaften 2023 und den Weltmeisterschaften 2024 | Japan               |         | 13     |                        |
| Zeitschnellste Staffeln, bei den Weltmeisterschaften 2023 und den Weltmeisterschaften 2024 | Griechenland        |         | 13     |                        |
| Zeitschnellste Staffeln, bei den Weltmeisterschaften 2023 und den Weltmeisterschaften 2024 | Israel              |         | 13     |                        |
| Zeitschnellste Staffeln, bei den Weltmeisterschaften 2023 und den Weltmeisterschaften 2024 | Litauen             |         | 13     |                        |
| Zeitschnellste Staffeln, bei den Weltmeisterschaften 2023 und den Weltmeisterschaften 2024 | Kanada              |         | 13     |                        |
| Zeitschnellste Staffeln, bei den Weltmeisterschaften 2023 und den Weltmeisterschaften 2024 | Spanien             |         | 13     |                        |
| Zeitschnellste Staffeln, bei den Weltmeisterschaften 2023 und den Weltmeisterschaften 2024 | Schweiz             |         | 13     |                        |
| Gesamt                                                                                     | Gesamt              | Gesamt  | 16     | 16                     |

#### 4 × 100 m Lagen
| Qualifikationswettbewerb                                                                   | Datum               | Ort     | Plätze | Qualifizierte Staffeln |
| ------------------------------------------------------------------------------------------ | ------------------- | ------- | ------ | ---------------------- |
| Weltmeisterschaften 2023                                                                   | 14. – 30. Juli 2023 | Fukuoka | 3      | Vereinigte Staaten     |
| Weltmeisterschaften 2023                                                                   | 14. – 30. Juli 2023 | Fukuoka | 3      | China                  |
| Weltmeisterschaften 2023                                                                   | 14. – 30. Juli 2023 | Fukuoka | 3      | Australien             |
| Zeitschnellste Staffeln, bei den Weltmeisterschaften 2023 und den Weltmeisterschaften 2024 |                     |         | 13     | Frankreich             |
| Zeitschnellste Staffeln, bei den Weltmeisterschaften 2023 und den Weltmeisterschaften 2024 | Großbritannien      |         | 13     |                        |
| Zeitschnellste Staffeln, bei den Weltmeisterschaften 2023 und den Weltmeisterschaften 2024 | Niederlande         |         | 13     |                        |
| Zeitschnellste Staffeln, bei den Weltmeisterschaften 2023 und den Weltmeisterschaften 2024 | Italien             |         | 13     |                        |
| Zeitschnellste Staffeln, bei den Weltmeisterschaften 2023 und den Weltmeisterschaften 2024 | Deutschland         |         | 13     |                        |
| Zeitschnellste Staffeln, bei den Weltmeisterschaften 2023 und den Weltmeisterschaften 2024 | Kanada              |         | 13     |                        |
| Zeitschnellste Staffeln, bei den Weltmeisterschaften 2023 und den Weltmeisterschaften 2024 | Japan               |         | 13     |                        |
| Zeitschnellste Staffeln, bei den Weltmeisterschaften 2023 und den Weltmeisterschaften 2024 | Spanien             |         | 13     |                        |
| Zeitschnellste Staffeln, bei den Weltmeisterschaften 2023 und den Weltmeisterschaften 2024 | Polen               |         | 13     |                        |
| Zeitschnellste Staffeln, bei den Weltmeisterschaften 2023 und den Weltmeisterschaften 2024 | Südkorea            |         | 13     |                        |
| Zeitschnellste Staffeln, bei den Weltmeisterschaften 2023 und den Weltmeisterschaften 2024 | Österreich          |         | 13     |                        |
| Zeitschnellste Staffeln, bei den Weltmeisterschaften 2023 und den Weltmeisterschaften 2024 | Irland              |         | 13     |                        |
| Zeitschnellste Staffeln, bei den Weltmeisterschaften 2023 und den Weltmeisterschaften 2024 | Schweiz             |         | 13     |                        |
| Gesamt                                                                                     | Gesamt              | Gesamt  | 16     | 16                     |

### Frauen

#### 4 × 100 m Freistil
| Qualifikationswettbewerb                                                                   | Datum               | Ort     | Plätze | Qualifizierte Staffeln |
| ------------------------------------------------------------------------------------------ | ------------------- | ------- | ------ | ---------------------- |
| Weltmeisterschaften 2023                                                                   | 14. – 30. Juli 2023 | Fukuoka | 3      | Australien             |
| Weltmeisterschaften 2023                                                                   | 14. – 30. Juli 2023 | Fukuoka | 3      | Vereinigte Staaten     |
| Weltmeisterschaften 2023                                                                   | 14. – 30. Juli 2023 | Fukuoka | 3      | China                  |
| Zeitschnellste Staffeln, bei den Weltmeisterschaften 2023 und den Weltmeisterschaften 2024 |                     |         | 13     | Großbritannien         |
| Zeitschnellste Staffeln, bei den Weltmeisterschaften 2023 und den Weltmeisterschaften 2024 | Schweden            |         | 13     |                        |
| Zeitschnellste Staffeln, bei den Weltmeisterschaften 2023 und den Weltmeisterschaften 2024 | Niederlande         |         | 13     |                        |
| Zeitschnellste Staffeln, bei den Weltmeisterschaften 2023 und den Weltmeisterschaften 2024 | Kanada              |         | 13     |                        |
| Zeitschnellste Staffeln, bei den Weltmeisterschaften 2023 und den Weltmeisterschaften 2024 | Japan               |         | 13     |                        |
| Zeitschnellste Staffeln, bei den Weltmeisterschaften 2023 und den Weltmeisterschaften 2024 | Italien             |         | 13     |                        |
| Zeitschnellste Staffeln, bei den Weltmeisterschaften 2023 und den Weltmeisterschaften 2024 | Frankreich          |         | 13     |                        |
| Zeitschnellste Staffeln, bei den Weltmeisterschaften 2023 und den Weltmeisterschaften 2024 | Polen               |         | 13     |                        |
| Zeitschnellste Staffeln, bei den Weltmeisterschaften 2023 und den Weltmeisterschaften 2024 | Brasilien           |         | 13     |                        |
| Zeitschnellste Staffeln, bei den Weltmeisterschaften 2023 und den Weltmeisterschaften 2024 | Hongkong            |         | 13     |                        |
| Zeitschnellste Staffeln, bei den Weltmeisterschaften 2023 und den Weltmeisterschaften 2024 | Ungarn              |         | 13     |                        |
| Zeitschnellste Staffeln, bei den Weltmeisterschaften 2023 und den Weltmeisterschaften 2024 | Dänemark            |         | 13     |                        |
| Zeitschnellste Staffeln, bei den Weltmeisterschaften 2023 und den Weltmeisterschaften 2024 | Slowenien           |         | 13     |                        |
| Gesamt                                                                                     | Gesamt              | Gesamt  | 16     | 16                     |

#### 4 × 200 m Freistil
| Qualifikationswettbewerb                                                                   | Datum               | Ort     | Plätze | Qualifizierte Staffeln |
| ------------------------------------------------------------------------------------------ | ------------------- | ------- | ------ | ---------------------- |
| Weltmeisterschaften 2023                                                                   | 14. – 30. Juli 2023 | Fukuoka | 3      | Australien             |
| Weltmeisterschaften 2023                                                                   | 14. – 30. Juli 2023 | Fukuoka | 3      | Vereinigte Staaten     |
| Weltmeisterschaften 2023                                                                   | 14. – 30. Juli 2023 | Fukuoka | 3      | China                  |
| Zeitschnellste Staffeln, bei den Weltmeisterschaften 2023 und den Weltmeisterschaften 2024 |                     |         | 13     | Großbritannien         |
| Zeitschnellste Staffeln, bei den Weltmeisterschaften 2023 und den Weltmeisterschaften 2024 | Kanada              |         | 13     |                        |
| Zeitschnellste Staffeln, bei den Weltmeisterschaften 2023 und den Weltmeisterschaften 2024 | Brasilien           |         | 13     |                        |
| Zeitschnellste Staffeln, bei den Weltmeisterschaften 2023 und den Weltmeisterschaften 2024 | Niederlande         |         | 13     |                        |
| Zeitschnellste Staffeln, bei den Weltmeisterschaften 2023 und den Weltmeisterschaften 2024 | Ungarn              |         | 13     |                        |
| Zeitschnellste Staffeln, bei den Weltmeisterschaften 2023 und den Weltmeisterschaften 2024 | Neuseeland          |         | 13     |                        |
| Zeitschnellste Staffeln, bei den Weltmeisterschaften 2023 und den Weltmeisterschaften 2024 | Japan               |         | 13     |                        |
| Zeitschnellste Staffeln, bei den Weltmeisterschaften 2023 und den Weltmeisterschaften 2024 | Israel              |         | 13     |                        |
| Zeitschnellste Staffeln, bei den Weltmeisterschaften 2023 und den Weltmeisterschaften 2024 | Frankreich          |         | 13     |                        |
| Zeitschnellste Staffeln, bei den Weltmeisterschaften 2023 und den Weltmeisterschaften 2024 | Italien             |         | 13     |                        |
| Zeitschnellste Staffeln, bei den Weltmeisterschaften 2023 und den Weltmeisterschaften 2024 | Deutschland         |         | 13     |                        |
| Zeitschnellste Staffeln, bei den Weltmeisterschaften 2023 und den Weltmeisterschaften 2024 | Spanien             |         | 13     |                        |
| Zeitschnellste Staffeln, bei den Weltmeisterschaften 2023 und den Weltmeisterschaften 2024 | Türkei              |         | 13     |                        |
| Gesamt                                                                                     | Gesamt              | Gesamt  | 16     | 16                     |

#### 4 × 100 m Lagen
| Qualifikationswettbewerb                                                                   | Datum               | Ort     | Plätze | Qualifizierte Staffeln |
| ------------------------------------------------------------------------------------------ | ------------------- | ------- | ------ | ---------------------- |
| Weltmeisterschaften 2023                                                                   | 14. – 30. Juli 2023 | Fukuoka | 3      | Vereinigte Staaten     |
| Weltmeisterschaften 2023                                                                   | 14. – 30. Juli 2023 | Fukuoka | 3      | Australien             |
| Weltmeisterschaften 2023                                                                   | 14. – 30. Juli 2023 | Fukuoka | 3      | Kanada                 |
| Zeitschnellste Staffeln, bei den Weltmeisterschaften 2023 und den Weltmeisterschaften 2024 |                     |         | 13     | China                  |
| Zeitschnellste Staffeln, bei den Weltmeisterschaften 2023 und den Weltmeisterschaften 2024 | Schweden            |         | 13     |                        |
| Zeitschnellste Staffeln, bei den Weltmeisterschaften 2023 und den Weltmeisterschaften 2024 | Japan               |         | 13     |                        |
| Zeitschnellste Staffeln, bei den Weltmeisterschaften 2023 und den Weltmeisterschaften 2024 | Niederlande         |         | 13     |                        |
| Zeitschnellste Staffeln, bei den Weltmeisterschaften 2023 und den Weltmeisterschaften 2024 | Großbritannien      |         | 13     |                        |
| Zeitschnellste Staffeln, bei den Weltmeisterschaften 2023 und den Weltmeisterschaften 2024 | Frankreich          |         | 13     |                        |
| Zeitschnellste Staffeln, bei den Weltmeisterschaften 2023 und den Weltmeisterschaften 2024 | Polen               |         | 13     |                        |
| Zeitschnellste Staffeln, bei den Weltmeisterschaften 2023 und den Weltmeisterschaften 2024 | Italien             |         | 13     |                        |
| Zeitschnellste Staffeln, bei den Weltmeisterschaften 2023 und den Weltmeisterschaften 2024 | Deutschland         |         | 13     |                        |
| Zeitschnellste Staffeln, bei den Weltmeisterschaften 2023 und den Weltmeisterschaften 2024 | Irland              |         | 13     |                        |
| Zeitschnellste Staffeln, bei den Weltmeisterschaften 2023 und den Weltmeisterschaften 2024 | Hongkong            |         | 13     |                        |
| Zeitschnellste Staffeln, bei den Weltmeisterschaften 2023 und den Weltmeisterschaften 2024 | Singapur            |         | 13     |                        |
| Zeitschnellste Staffeln, bei den Weltmeisterschaften 2023 und den Weltmeisterschaften 2024 | Dänemark            |         | 13     |                        |
| Gesamt                                                                                     | Gesamt              | Gesamt  | 16     | 16                     |

### Mixed

#### 4 × 100 m Lagen
| Qualifikationswettbewerb                                                                   | Datum               | Ort     | Plätze | Qualifizierte Staffeln |
| ------------------------------------------------------------------------------------------ | ------------------- | ------- | ------ | ---------------------- |
| Weltmeisterschaften 2023                                                                   | 14. – 30. Juli 2023 | Fukuoka | 3      | China                  |
| Weltmeisterschaften 2023                                                                   | 14. – 30. Juli 2023 | Fukuoka | 3      | Australien             |
| Weltmeisterschaften 2023                                                                   | 14. – 30. Juli 2023 | Fukuoka | 3      | Vereinigte Staaten     |
| Zeitschnellste Staffeln, bei den Weltmeisterschaften 2023 und den Weltmeisterschaften 2024 |                     |         | 13     | Niederlande            |
| Zeitschnellste Staffeln, bei den Weltmeisterschaften 2023 und den Weltmeisterschaften 2024 | Großbritannien      |         | 13     |                        |
| Zeitschnellste Staffeln, bei den Weltmeisterschaften 2023 und den Weltmeisterschaften 2024 | Kanada              |         | 13     |                        |
| Zeitschnellste Staffeln, bei den Weltmeisterschaften 2023 und den Weltmeisterschaften 2024 | Japan               |         | 13     |                        |
| Zeitschnellste Staffeln, bei den Weltmeisterschaften 2023 und den Weltmeisterschaften 2024 | Deutschland         |         | 13     |                        |
| Zeitschnellste Staffeln, bei den Weltmeisterschaften 2023 und den Weltmeisterschaften 2024 | Schweden            |         | 13     |                        |
| Zeitschnellste Staffeln, bei den Weltmeisterschaften 2023 und den Weltmeisterschaften 2024 | Polen               |         | 13     |                        |
| Zeitschnellste Staffeln, bei den Weltmeisterschaften 2023 und den Weltmeisterschaften 2024 | Frankreich          |         | 13     |                        |
| Zeitschnellste Staffeln, bei den Weltmeisterschaften 2023 und den Weltmeisterschaften 2024 | Italien             |         | 13     |                        |
| Zeitschnellste Staffeln, bei den Weltmeisterschaften 2023 und den Weltmeisterschaften 2024 | Griechenland        |         | 13     |                        |
| Zeitschnellste Staffeln, bei den Weltmeisterschaften 2023 und den Weltmeisterschaften 2024 | Südkorea            |         | 13     |                        |
| Zeitschnellste Staffeln, bei den Weltmeisterschaften 2023 und den Weltmeisterschaften 2024 | Israel              |         | 13     |                        |
| Zeitschnellste Staffeln, bei den Weltmeisterschaften 2023 und den Weltmeisterschaften 2024 | Brasilien           |         | 13     |                        |
| Gesamt                                                                                     | Gesamt              | Gesamt  | 16     | 16                     |

## Freiwasserschwimmen
Zusätzlich zu den für die Freiwasserwettkämpfe qualifizierten Athleten sind auch Schwimmer startberechtigt, die die Olympische Normzeit (OQT) über 800 m oder 1500 m Freistil im Becken geschwommen sind und bei mindestens einem der beiden Wettkämpfe an den Start gehen. Voraussetzung ist, dass das Limit von maximal zwei Starten pro NOK eingehalten wird.

### Männer 10 km Freiwasser
| Qualifikationswettbewerb                                            | Datum                 | Ort     | Plätze | Qualifizierte Athleten |
| ------------------------------------------------------------------- | --------------------- | ------- | ------ | ---------------------- |
| Gastgeber                                                           | 13. September 2017    | Lima    | 1 0    | —                      |
| Weltmeisterschaften 2023                                            | 14. – 30. Juli 2023   | Fukuoka | 3      | Florian Wellbrock      |
| Weltmeisterschaften 2023                                            | 14. – 30. Juli 2023   | Fukuoka | 3      | Kristóf Rasovszky      |
| Weltmeisterschaften 2023                                            | 14. – 30. Juli 2023   | Fukuoka | 3      | Oliver Klemet          |
| Weltmeisterschaften 2024                                            | 2. – 18. Februar 2024 | Doha    | 13     | Marc-Antoine Olivier   |
| Weltmeisterschaften 2024                                            | 2. – 18. Februar 2024 | Doha    | 13     | Hector Pardoe          |
| Weltmeisterschaften 2024                                            | 2. – 18. Februar 2024 | Doha    | 13     | Logan Fontaine         |
| Weltmeisterschaften 2024                                            | 2. – 18. Februar 2024 | Doha    | 13     | Nicholas Sloman        |
| Weltmeisterschaften 2024                                            | 2. – 18. Februar 2024 | Doha    | 13     | David Betlehem         |
| Weltmeisterschaften 2024                                            | 2. – 18. Februar 2024 | Doha    | 13     | Domenico Acerenza      |
| Weltmeisterschaften 2024                                            | 2. – 18. Februar 2024 | Doha    | 13     | Dario Verani           |
| Weltmeisterschaften 2024                                            | 2. – 18. Februar 2024 | Doha    | 13     | Kyle Lee               |
| Weltmeisterschaften 2024                                            | 2. – 18. Februar 2024 | Doha    | 13     | Matan Roditi           |
| Weltmeisterschaften 2024                                            | 2. – 18. Februar 2024 | Doha    | 13     | David Farinango        |
| Weltmeisterschaften 2024                                            | 2. – 18. Februar 2024 | Doha    | 13     | Athanasios Kynigakis   |
| Weltmeisterschaften 2024                                            | 2. – 18. Februar 2024 | Doha    | 13     | Ivan Puskovitch        |
| Weltmeisterschaften 2024                                            | 2. – 18. Februar 2024 | Doha    | 13     | Tobias Robinson        |
| Kontinentale Qualifikation (via Weltmeisterschaften 2024)           | 2. – 18. Februar 2024 | Doha    | 5 4    | Phillip Seidler        |
| Kontinentale Qualifikation (via Weltmeisterschaften 2024)           | 2. – 18. Februar 2024 | Doha    | 5 4    | Paulo Strehlke         |
| Kontinentale Qualifikation (via Weltmeisterschaften 2024)           | 2. – 18. Februar 2024 | Doha    | 5 4    | Taishin Minamide       |
| Kontinentale Qualifikation (via Weltmeisterschaften 2024)           | 2. – 18. Februar 2024 | Doha    | 5 4    | Martin Straka          |
| Kontinentale Qualifikation (via Weltmeisterschaften 2024)           | 2. – 18. Februar 2024 | Doha    | 5 4    | —                      |
| Olympische Normzeit (OQT) über 800 m oder 1500 m Freistil im Becken | —                     | —       | 11     | Felix Auböck           |
| Olympische Normzeit (OQT) über 800 m oder 1500 m Freistil im Becken | —                     | —       | 11     | Guilherme Costa        |
| Olympische Normzeit (OQT) über 800 m oder 1500 m Freistil im Becken | —                     | —       | 11     | Daniel Wiffen          |
| Olympische Normzeit (OQT) über 800 m oder 1500 m Freistil im Becken | —                     | —       | 11     | Kuzey Tunçelli         |
| Olympische Normzeit (OQT) über 800 m oder 1500 m Freistil im Becken | —                     | —       | 11     | Emir Batur Albayrak    |
| Olympische Normzeit (OQT) über 800 m oder 1500 m Freistil im Becken | —                     | —       | 11     | David Johnston         |
| Olympische Normzeit (OQT) über 800 m oder 1500 m Freistil im Becken | —                     | —       | 11     | Carlos Garach          |
| Olympische Normzeit (OQT) über 800 m oder 1500 m Freistil im Becken | —                     | —       | 11     | Kim Woo-min            |
| Olympische Normzeit (OQT) über 800 m oder 1500 m Freistil im Becken | —                     | —       | 11     | Henrik Christiansen    |
| Olympische Normzeit (OQT) über 800 m oder 1500 m Freistil im Becken | —                     | —       | 11     | Victor Johansson       |
| Olympische Normzeit (OQT) über 800 m oder 1500 m Freistil im Becken | —                     | —       | 11     | Ahmed Jaouadi          |
| Neuverteilung ungenutzter Plätze                                    | —                     | —       | 2      | Jan Hercog             |
| Neuverteilung ungenutzter Plätze                                    | —                     | —       | 2      | Piotr Woźniak          |
| Gesamt                                                              | Gesamt                | Gesamt  | 33     | 33                     |

### Frauen 10 km Freiwasser
| Qualifikationswettbewerb                                            | Datum                 | Ort     | Plätze | Qualifizierte Athletinnen |
| ------------------------------------------------------------------- | --------------------- | ------- | ------ | ------------------------- |
| Gastgeber                                                           | 13. September 2017    | Lima    | 1 0    | —                         |
| Weltmeisterschaften 2023                                            | 14. – 30. Juli 2023   | Fukuoka | 3      | Leonie Beck               |
| Weltmeisterschaften 2023                                            | 14. – 30. Juli 2023   | Fukuoka | 3      | Chelsea Gubecka           |
| Weltmeisterschaften 2023                                            | 14. – 30. Juli 2023   | Fukuoka | 3      | Katie Grimes              |
| Weltmeisterschaften 2024                                            | 2. – 18. Februar 2024 | Doha    | 13     | Sharon van Rouwendaal     |
| Weltmeisterschaften 2024                                            | 2. – 18. Februar 2024 | Doha    | 13     | María de Valdés           |
| Weltmeisterschaften 2024                                            | 2. – 18. Februar 2024 | Doha    | 13     | Angélica André            |
| Weltmeisterschaften 2024                                            | 2. – 18. Februar 2024 | Doha    | 13     | Moesha Johnson            |
| Weltmeisterschaften 2024                                            | 2. – 18. Februar 2024 | Doha    | 13     | Ana Marcela Cunha         |
| Weltmeisterschaften 2024                                            | 2. – 18. Februar 2024 | Doha    | 13     | Meriah Denigan            |
| Weltmeisterschaften 2024                                            | 2. – 18. Februar 2024 | Doha    | 13     | Caroline Jouisse          |
| Weltmeisterschaften 2024                                            | 2. – 18. Februar 2024 | Doha    | 13     | Arianna Bridi             |
| Weltmeisterschaften 2024                                            | 2. – 18. Februar 2024 | Doha    | 13     | Lisa Pou                  |
| Weltmeisterschaften 2024                                            | 2. – 18. Februar 2024 | Doha    | 13     | Océane Cassignol          |
| Weltmeisterschaften 2024                                            | 2. – 18. Februar 2024 | Doha    | 13     | Airi Ebina                |
| Weltmeisterschaften 2024                                            | 2. – 18. Februar 2024 | Doha    | 13     | Béttina Fábián            |
| Weltmeisterschaften 2024                                            | 2. – 18. Februar 2024 | Doha    | 13     | Angela Martínez           |
| Kontinentale Qualifikation (via Weltmeisterschaften 2024)           | 2. – 18. Februar 2024 | Doha    | 5 4    | Amica de Jager            |
| Kontinentale Qualifikation (via Weltmeisterschaften 2024)           | 2. – 18. Februar 2024 | Doha    | 5 4    | Martha Sandoval           |
| Kontinentale Qualifikation (via Weltmeisterschaften 2024)           | 2. – 18. Februar 2024 | Doha    | 5 4    | Xin Xin                   |
| Kontinentale Qualifikation (via Weltmeisterschaften 2024)           | 2. – 18. Februar 2024 | Doha    | 5 4    | Leah Crisp                |
| Kontinentale Qualifikation (via Weltmeisterschaften 2024)           | 2. – 18. Februar 2024 | Doha    | 5 4    | —                         |
| Olympische Normzeit (OQT) über 800 m oder 1500 m Freistil im Becken | —                     | —       | 2      | Leonie Märtens            |
| Olympische Normzeit (OQT) über 800 m oder 1500 m Freistil im Becken | —                     | —       | 2      | Ginevra Taddeucci         |
| Neuverteilung ungenutzter Plätze                                    | —                     | —       | 3      | Viviane Jungblut          |
| Neuverteilung ungenutzter Plätze                                    | —                     | —       | 3      | Emma Finlin               |
| Neuverteilung ungenutzter Plätze                                    | —                     | —       | 3      | María Bramont-Arias       |
| Gesamt                                                              | Gesamt                | Gesamt  | 24     | 24                        |